# プリメーラ・ディビシオン (アルゼンチン)
プリメーラ・ディビシオン（スペイン語: Primera División, スペイン語発音: [pɾiˈmeɾa ðiβiˈsjon]）は、アルゼンチンのサッカー1部リーグであり、30チームが参加している。ボカ・ジュニアーズやCAリーベル・プレートなど、優勝回数の多いクラブは首都・ブエノスアイレスとブエノスアイレス州に集中している。

## 歴史

### 組織名の変遷
太字は本流、斜字は本流と並列した支流
- 1891 アルゼンチン・アソシエーション・フットボールリーグ (Argentine Association Football League)
- 1893-1927 アルゼンチン・アソシエーション・フットボールリーグ (Argentine Association Football League)

1912-1915 アルゼンチンサッカー連盟 (Federacion Argentina de Fútbol)
1915-1919 アルゼンチンサッカー協会 (Asociacion Argentina de Fútbol)
1919-1926 アマチュアサッカー協会 (Asociacion Amateurs de Fútbol)
- 1927-1931 アルゼンチンアマチュアサッカー協会 (Asociacion Amateur Argentina de Fútbol)
- 1931-1934 アルゼンチンサッカーリーグ (Liga Argentina de Fútbol)

1931-1934 アマチュア/プロサッカー協会 (Asociacion de Fútbol Amateur y Profesionales)
- 1934- アルゼンチンサッカー協会 (Asociacion de Fútbol Argentino)

### アマチュアリーグ時代 (1891-1930)
1891年、南米初のサッカー協会であるアルゼンチン・アソシエーション・フットボールリーグ（Argentine Association Football League、英語表記が正式名）が設立され、ヨーロッパ以外では初となるサッカーリーグが開催された。しかし1891年の1シーズン開催したのみでアルゼンチン・アソシエーション・フットボールリーグは解散した。尚、アルゼンチンサッカー協会（AFA）は、このサッカーリーグを現在のプリメーラ・ディビシオンの前身大会と認めていない。
1893年には、現在のアルゼンチンサッカー協会（AFA）の起源となるアルゼンチン・アソシエーション・フットボールリーグ（Argentine Association Football League）が設立された。旧団体と同じ名称であるが組織としての繋がりはない。アマチュアリーグ時代にもっとも成功を収めたクラブはアルムニACであり、1900年から1911年までの12シーズンで計10回（4連覇1回、3連覇2回）優勝した。1912年にはクルブ・デ・ヒムナシア・イ・エスグリマ・デ・ブエノスアイレスのリカルド・アルダオ会長が、アルゼンチン・アソシエーション・フットボールリーグを離脱してアルゼンチンサッカー連盟 (Federacion Argentina de Fútbol) を設立し、CAインデペンディエンテ、エストゥディアンテス・デ・ラ・プラタ、CAアトランタなどがアルゼンチンサッカー連盟に移籍加盟。
彼らは1915年にアルゼンチンサッカー協会（Asociacion Argentina de Fútbol、現アルゼンチンサッカー協会とは別組織）に移行し、1919年にはアマチュアサッカー協会 (Asociacion Amateurs de Fútbol) となって1926年まで活動を行った。ボカ・ジュニアーズはアルゼンチン・アソシエーション・フットボールリーグにとどまったが、アマチュアサッカー協会にはCAリーベル・プレート、ラシン・クルブ、インデペンディエンテ、CAサン・ロレンソ・デ・アルマグロなど現在のビッグクラブが多数移籍加盟した。1927年にアルゼンチン・アソシエーション・フットボールリーグとアマチュアサッカー協会が合併し、アルゼンチンアマチュアサッカー協会 (Asociacion Amateur Argentina de Fútbol) となった。

### プロ・アマ分裂時代 (1931-1934)
アルゼンチンのサッカーリーグでは、完全なプロ化を要望するクラブとプロフェッショナリズム解禁を求める選手の集団によって、協会のアマチュアリーグから1931年にプロリーグが分裂し、アルゼンチンサッカーリーグ (Liga Argentina de Fútbol ＝ LAF) となった。これに対して協会側にはアマチュアにとどまることを希望するクラブが多く、彼らはアマチュア/プロサッカー協会 (Asociacion de Fútbol Amateur y Profesionales) という新リーグを設立したが、両者の人気・実力差は歴然としていた。3年間はアルゼンチンサッカーリーグとアマチュア/プロサッカー協会が分裂状態で併存し、FIFAに加盟していない側のリーグであるLAFのプロリーグは非公式扱いされた。だが1934年に両リーグが和解・合併してアルゼンチンサッカー協会（Asociacion de Fútbol Argentino、略称AFA、現行組織）が設立され、両リーグともプリメーラ・ディビシオンの公式記録となった。なお、公式側だったアマチュアリーグの所属クラブはすべてプロリーグの下部カテゴリーに降格させられている。

### 単一シーズン制 (1935-1966)
当初はブエノスアイレス、ブエノスアイレス大都市圏（特にアベジャネーダ）、ラ・プラタのクラブのみがアルゼンチンサッカー協会に加盟することができ、ロサリオやサンタフェなど地方の大都市に本拠地を置くクラブが加盟するのは後になってからである。1931年から1966年までは暦年（1月から12月）を1シーズンとし、ホーム・アンド・アウェーの総当たり戦を行って優勝クラブを決定した。しかし1936年シーズンだけは例外であり、1回戦総当たりのコパ・デ・オノール（前期リーグ）と1回戦総当たりのコパ・デ・カンペオナート（後期リーグ）を行った後に、オノールとカンペオナートの最上位クラブがコパ・デ・オロ（総合優勝決定戦）を戦った。この時代にはアルゼンチンの伝統的なビッグ5（ボカ、リーベル、インデペンディエンテ、ラシン・クルブ、サン・ロレンソ）によってリーグが支配され、36年もの間ビッグ5以外の優勝クラブが現れなかった。1951年にはCAバンフィエルドが優勝に近付き、ラシン・クルブと同勝ち点でシーズンを終えたが、2レグ制の優勝プレーオフに敗れて準優勝だった。

### メトロポリターノとナシオナル (1967-1985)
1967年には単一シーズン制が廃止され、暦年の1年が2つの短期リーグ（メトロポリターノとナシオナル）に分割された。トルネオ・ナシオナルの創設者でアルゼンチンサッカー協会会長だったバレンティン・スアレスは、首都ブエノスアイレスなど一部の大都市圏のみがプロサッカーの利権を独占していることに批判的な考えを持っており、これを「連邦化 (全国への門戸開放)」するための改革を行ったのである。メトロポリターノはこれまで通り協会に正式加盟しているクラブにのみ参加が許され、ナシオナルは地域大会を勝ち上がったいわゆる「間接加盟」または「内陸」と呼ばれる地方クラブにも開かれた。この大会形式の変更はアルゼンチンサッカー界に大変革をもたらし、最初にエストゥディアンテス・デ・ラ・プラタが、やがてCAベレス・サルスフィエルドやCAチャカリタ・ジュニアーズやその他のクラブがビッグ5のリーグ支配を打ち破った。また優勝には手が届かなかったものの、CAタジェレスやラシン・デ・コルドバが準優勝を飾り、その後に州リーグからメトロポリターノに特別措置で参入を認められた。選手個人レベルでもこの時代にトルネオ・ナシオナルでの活躍をきっかけに、マリオ・ケンペスら多くの「内陸」育ちの選手がキャリアアップを勝ち取った。
1967年から1969年まで、メトロポリターノに出場するクラブはAとBの2グループに分かれ、各グループの上位2クラブずつが決勝トーナメントに進出して準決勝と決勝を戦った。グループA/Bそれぞれの上位6クラブずつの計12クラブと、地区協会からの4クラブがナシオナルに参加し、1回戦総当たりで優勝クラブを決定した。また、グループA/Bそれぞれの7位と8位に加えて地区協会から4クラブが参加したプロモシオナル（昇進リーグ）も行われたが、1969年から地区協会のクラブはプロモシオナルに参加しなくなった。グループA/Bそれぞれの9位から12位のクラブはレクラシフィカトリオ（順位決定リーグ）に参加し、レクラシフィカトリオの成績によって降格クラブが決定された。1970年にはメトロポリターノ/ナシオナルそれぞれの大会形式が修正され、メトロポリターノが1回戦もしくはホーム&アウェーの総当たり戦になるとともに、ナシオナルはプレーオフをともなうグループリーグ制となった。1974年、1976年、1979年のメトロポリターノは例外であり、プレーオフをともなうグループリーグ制で行われた。1971年にはメトロポリターノの上位クラブがナシオナルの出場権を得る大会形式が廃止され、さらにプロモシオナルやレクラシフィカトリオも廃止されたため、メトロポリターノとナシオナルは出場クラブ資格や性格の異なる短期リーグではなく、性格の似通った2つの短期リーグとなった。1972年シーズンのみは旧方式が復活したが、1973年シーズンからは再び1971年シーズン方式が採用され、1985年まで同様の方式が続いた。1981年までは暦年の前半にメトロポリターノ、後半にナシオナルが行われていたが、1982年からは暦年の前半にナシオナル、後半にメトロポリターノが行われた。

### ヨーロッパシーズン制 (1985-1990)
アルゼンチン代表のカルロス・ビラルド監督のアドバイスにより、1985年に大会方式が変更された。伝統的に、南アメリカなど南半球の他国では暦年制（1月頃にシーズンが始まり12月頃に終わる）が採用されていたが、ヨーロッパの主要国のように秋春制（ヨーロッパ）/春秋制（アルゼンチン）（7月にシーズンが始まり6月に終わる）を採用した南米初のリーグとなった。加えて、それまでの短期リーグ制を廃止し、1967年以前のように1年を1シーズンとしてホーム&アウェーの総当たり戦を行う方式に変更された。1985年前半には最後の短期リーグであるナシオナル1985が行われ、メトロポリターノ1985は行われずに1985-86シーズンに移行した。1987-88シーズンまでは勝利勝ち点が2点だったが、1988-89シーズンには3点となった。また、同点のまま90分を終えた場合にはPK戦を行い、PK戦の勝者に勝ち点2点を、PK戦の敗者に勝ち点1点を与える方式が採用されたが、勝利勝ち点の変更もPK戦の実施も1988-89シーズンのみだった。

### アペルトゥーラとクラウスーラ (1990-2012)
1990-91シーズンには短期リーグ制が復活し、前期リーグ（7月頃-12月頃）をアペルトゥーラ、後期リーグ（1月頃-6月頃）をクラウスーラと呼ぶアペルトゥーラとクラウスーラ制が導入された。1990-91シーズン終了後には、アペルトゥーラ優勝のニューウェルズ・オールドボーイズとクラウスーラ優勝のボカ・ジュニアーズが優勝プレーオフを戦って総合優勝クラブを決定した。この大会方式変更は大きな議論を呼び、特にクラウスーラで無敗優勝を遂げたボカがニューウェルズ（クラウスーラ8位）に敗れてからは物議を醸した。1991-92シーズンのアペルトゥーラではリーベルが、クラウスーラではニューウェルズが優勝したが、優勝プレーオフは行われずに両者優勝となった。優勝プレーオフ制度は1990-91シーズンの1シーズン限りで廃止され、1シーズンに2つの優勝クラブが誕生することとなった。1990-91シーズンから1994-95シーズンまでは勝利勝ち点が2点だったが、1995-96シーズンからは勝利勝ち点が3点となった。現在の方式では地方クラブにも昇格の道が開かれているが、当時はまだブエノスアイレス市-ブエノスアイレス州-サンタフェ州地域のクラブが多数を占めていた。例えば、1990-91シーズンはブエノスアイレス市のクラブが7クラブ、ブエノスアイレス州のクラブが7クラブ、サンタフェ州のクラブが3クラブであり、その他の地域のクラブは計3クラブに過ぎなかった。

### イニシアルとフィナール (2012-2014)
2010-11シーズン終了後にはリーベルが初のプリメーラB・ナシオナル（2部）降格を喫したため、彼らに対する救済措置としてリーグ改革案が公開された。プリメーラ・ディビシオンとプリメーラB・ナシオナルの計40クラブを単一リーグとし、8クラブずつ5グループに分けた上でリーグ戦を行い、それぞれのグループの上位4クラブが決勝トーナメントを争うというものだったが、メディアや各クラブサポーターの猛反対に遭って改革案は頓挫した。2012-13シーズンから前後期リーグの名称がトルネオ・イニシアル（開幕リーグ）とトルネオ・フィナール（閉幕リーグ）に変更された。最終節終了時に勝ち点で最上位のクラブが複数あった場合は、得失点差に関係なく一発勝負の優勝プレーオフで優勝クラブを決定する。大会形式はアペルトゥーラとクラウスーラ制とほぼ同じだが、フィナール閉幕後にイニシアルとフィナールの優勝クラブが争うフィナール・カンペオナート（年間優勝決定戦）が中立地で行われる。フィナール・カンペオナートは2013-14シーズンも行われたが、プリメーラ・ディビシオンのタイトルとは別のカップ戦として扱われた。また、2015年以降、1シーズン制になったため、フィナール・カンペオナートは開催されていない。

### 1シーズン制 (2014-現在)
2014年下期に"Torneo de Transición"として20チームにより短期リーグが行われたのち、2015シーズンは1シーズン制として30チームにより優勝を争った。しかし、2016上期の短期リーグ（2グループ+優勝決定戦）を挟み、2016-17シーズンからは、1989-90シーズン以来のヨーロッパ型の1シーズン制で優勝を争うことになった。2017-18シーズンからはAFAと別組織による運営となり、名称はスーペルリーガ・アルヘンティーナに変更され、リーグ杯（コパ・デ・ラ・スーペルリーガ）が創設された。2020年4月28日、アルゼンチンサッカー協会は、新型コロナウイルスの流行により、2019-20シーズンにおける残り全ての大会の中止を発表した。20202年コパ・デ・ラ・スーペルリーガは途中で打ち切りとなり、後に大会自体が廃止されたため、1回限りの開催となった。プリメーラ・ディビシオンは2022年までチームの降格を行わない。2021シーズンからトップリーグは再びAFAの管轄となり名称がリーガ・プロフェッショナルに変更された。

## 南米カップ戦
南米サッカー連盟 (CONMEBOL) が主催する主要なカップ戦はコパ・リベルタドーレス（1960年-）とコパ・スダメリカーナ（2002年-）のふたつであり、長らくコパ・リベルタドーレスのアルゼンチンからの出場枠は2枠だった。CONMEBOLは1980年代後半から1990年代にかけて主催大会を乱発し、スーペルコパ・スダメリカーナ（1988年-1997年）、コパCONMEBOL（1992年-1999年）、コパ・メルコスールとコパ・メルコノルテ（1998年-2001年）などが開催されたが、結局、コパ・リベルタドーレスの出場枠の拡大（2000年～）及び、コパ・メルコスールとコパ・メルコノルテの統合による、コパ・スダメリカーナの創設（2002年～）に帰着した。
| 近年の南米カップ戦出場資格 | 近年の南米カップ戦出場資格 | 近年の南米カップ戦出場資格                                        | 近年の南米カップ戦出場資格                                      | 近年の南米カップ戦出場資格 |
| 年                         | 枠                         | コパ・リベルタドーレス                                            | コパ・スダメリカーナ                                            | 備考 |
| -------------------------- | -------------------------- | ----------------------------------------------------------------- | --------------------------------------------------------------- | --- |
| 2007                       | 1枠目                      | 2005 [A]優勝                                                      | 招待枠                                                          | 2005 [A]と2006 [C]の優勝クラブはいずれもボカだった。2006-07シーズンの合計勝ち点4位はコパ・スダメリカーナに招待枠で出場したリーベルだった。 |
| 2007                       | 2枠目                      | 2005-06合計勝ち点1位                                              | 招待枠                                                          | 2005 [A]と2006 [C]の優勝クラブはいずれもボカだった。2006-07シーズンの合計勝ち点4位はコパ・スダメリカーナに招待枠で出場したリーベルだった。 |
| 2007                       | 3枠目                      | 2005-06合計勝ち点2位                                              | 2006-07合計勝ち点2位                                            | 2005 [A]と2006 [C]の優勝クラブはいずれもボカだった。2006-07シーズンの合計勝ち点4位はコパ・スダメリカーナに招待枠で出場したリーベルだった。 |
| 2007                       | 4枠目                      | 2005-06合計勝ち点3位                                              | 2006-07合計勝ち点3位                                            | 2005 [A]と2006 [C]の優勝クラブはいずれもボカだった。2006-07シーズンの合計勝ち点4位はコパ・スダメリカーナに招待枠で出場したリーベルだった。 |
| 2007                       | 5枠目                      | 2005-06合計勝ち点4位                                              | 2006-07合計勝ち点5位                                            | 2005 [A]と2006 [C]の優勝クラブはいずれもボカだった。2006-07シーズンの合計勝ち点4位はコパ・スダメリカーナに招待枠で出場したリーベルだった。 |
| 2007                       | 6枠目                      | なし                                                              | 2006-07合計勝ち点6位                                            | 2005 [A]と2006 [C]の優勝クラブはいずれもボカだった。2006-07シーズンの合計勝ち点4位はコパ・スダメリカーナに招待枠で出場したリーベルだった。 |
| 2008                       | 1枠目                      | 2007コパ・リベルタドーレス優勝                                    | 2007コパ・スダメリカーナ優勝                                    | 2007-08シーズンの合計勝ち点1位はコパ・スダメリカーナに招待枠で出場したボカ、合計勝ち点3位はコパ・スダメリカーナに招待枠で出場したリーベルだった。 |
| 2008                       | 2枠目                      | 2006 [A]優勝                                                      | 招待枠                                                          | 2007-08シーズンの合計勝ち点1位はコパ・スダメリカーナに招待枠で出場したボカ、合計勝ち点3位はコパ・スダメリカーナに招待枠で出場したリーベルだった。 |
| 2008                       | 3枠目                      | 2007 [C]優勝                                                      | 招待枠                                                          | 2007-08シーズンの合計勝ち点1位はコパ・スダメリカーナに招待枠で出場したボカ、合計勝ち点3位はコパ・スダメリカーナに招待枠で出場したリーベルだった。 |
| 2008                       | 4枠目                      | 2006-07合計勝ち点1位                                              | 2007-08合計勝ち点2位                                            | 2007-08シーズンの合計勝ち点1位はコパ・スダメリカーナに招待枠で出場したボカ、合計勝ち点3位はコパ・スダメリカーナに招待枠で出場したリーベルだった。 |
| 2008                       | 5枠目                      | 2006-07合計勝ち点2位                                              | 2007-08合計勝ち点4位                                            | 2007-08シーズンの合計勝ち点1位はコパ・スダメリカーナに招待枠で出場したボカ、合計勝ち点3位はコパ・スダメリカーナに招待枠で出場したリーベルだった。 |
| 2008                       | 6枠目                      | 2006-07合計勝ち点3位                                              | 2007-08合計勝ち点5位                                            | 2007-08シーズンの合計勝ち点1位はコパ・スダメリカーナに招待枠で出場したボカ、合計勝ち点3位はコパ・スダメリカーナに招待枠で出場したリーベルだった。 |
| 2008                       | 7枠目                      | なし                                                              | 2007-08合計勝ち点6位                                            | 2007-08シーズンの合計勝ち点1位はコパ・スダメリカーナに招待枠で出場したボカ、合計勝ち点3位はコパ・スダメリカーナに招待枠で出場したリーベルだった。 |
| 2009                       | 1枠目                      | 2007 [A]優勝                                                      | 2008-09合計勝ち点1位                                            | コパ・スダメリカーナに招待枠で出場したボカは2008-09シーズンの合計勝ち点5位、同じく招待枠で出場したリーベルは合計勝ち点15位だった。 |
| 2009                       | 2枠目                      | 2008 [C]優勝                                                      | 2008-09合計勝ち点2位                                            | コパ・スダメリカーナに招待枠で出場したボカは2008-09シーズンの合計勝ち点5位、同じく招待枠で出場したリーベルは合計勝ち点15位だった。 |
| 2009                       | 3枠目                      | 2008 [A]優勝                                                      | 2008-09合計勝ち点3位                                            | コパ・スダメリカーナに招待枠で出場したボカは2008-09シーズンの合計勝ち点5位、同じく招待枠で出場したリーベルは合計勝ち点15位だった。 |
| 2009                       | 4枠目                      | 2007-08, 2008 [A]勝ち点率1位                                      | 2008-09合計勝ち点4位                                            | コパ・スダメリカーナに招待枠で出場したボカは2008-09シーズンの合計勝ち点5位、同じく招待枠で出場したリーベルは合計勝ち点15位だった。 |
| 2009                       | 5枠目                      | 2007-08, 2008 [A]勝ち点率2位                                      | 招待枠                                                          | コパ・スダメリカーナに招待枠で出場したボカは2008-09シーズンの合計勝ち点5位、同じく招待枠で出場したリーベルは合計勝ち点15位だった。 |
| 2009                       | 6枠目                      | なし                                                              | 招待枠                                                          | コパ・スダメリカーナに招待枠で出場したボカは2008-09シーズンの合計勝ち点5位、同じく招待枠で出場したリーベルは合計勝ち点15位だった。 |
| 2010                       | 1枠目                      | 2009コパ・リベルタドーレス優勝                                    | 2009-10合計勝ち点1位                                            | コパ・スダメリカーナの招待枠が廃止された。 |
| 2010                       | 2枠目                      | 2009 [C]優勝                                                      | 2009-10合計勝ち点2位                                            | コパ・スダメリカーナの招待枠が廃止された。 |
| 2010                       | 3枠目                      | 2009 [A]優勝                                                      | 2009-10合計勝ち点3位                                            | コパ・スダメリカーナの招待枠が廃止された。 |
| 2010                       | 4枠目                      | 2009 [C], 2009 [A]合計勝ち点1位                                   | 2009-10合計勝ち点4位                                            | コパ・スダメリカーナの招待枠が廃止された。 |
| 2010                       | 5枠目                      | 2009 [C], 2009 [A]合計勝ち点2位                                   | 2009-10合計勝ち点5位                                            | コパ・スダメリカーナの招待枠が廃止された。 |
| 2010                       | 6枠目                      | 2009 [C], 2009 [A]合計勝ち点3位                                   | 2009-10合計勝ち点6位                                            | コパ・スダメリカーナの招待枠が廃止された。 |
| 2011                       | 1枠目                      | 2010 [C]優勝                                                      | 2010コパ・スダメリカーナ優勝                                    | |
| 2011                       | 2枠目                      | 2010 [A]優勝                                                      | 2010-11合計勝ち点1位                                            | |
| 2011                       | 3枠目                      | 2010 [C], 2010 [A]合計勝ち点1位                                   | 2010-11合計勝ち点2位                                            | |
| 2011                       | 4枠目                      | 2010 [C], 2010 [A]合計勝ち点2位                                   | 2010-11合計勝ち点3位                                            | |
| 2011                       | 5枠目                      | 2010コパ・スダメリカーナ優勝                                      | 2010-11合計勝ち点4位                                            | |
| 2011                       | 6枠目                      | なし                                                              | 2010-11合計勝ち点5位                                            | |
| 2011                       | 7枠目                      | なし                                                              | 2010-11合計勝ち点7位                                            | |
| 2012                       | 1枠目                      | 2011 [C]優勝                                                      | 2011 [C], 2011 [A]合計勝ち点3位                                 | コパ・アルヘンティーナは2011-12シーズンが復活後の第1回大会となった。 |
| 2012                       | 2枠目                      | 2011 [A]優勝                                                      | 2011 [C], 2011 [A]合計勝ち点4位                                 | コパ・アルヘンティーナは2011-12シーズンが復活後の第1回大会となった。 |
| 2012                       | 3枠目                      | 2011 [C], 2011 [A]合計勝ち点1位                                   | 2011 [C], 2011 [A]合計勝ち点5位                                 | コパ・アルヘンティーナは2011-12シーズンが復活後の第1回大会となった。 |
| 2012                       | 4枠目                      | 2011 [C], 2011 [A]合計勝ち点2位                                   | 2011 [C], 2011 [A]合計勝ち点6位                                 | コパ・アルヘンティーナは2011-12シーズンが復活後の第1回大会となった。 |
| 2012                       | 5枠目                      | 2011コパ・スダメリカーナ国内最上位                                | 2011 [C], 2011 [A]合計勝ち点7位                                 | コパ・アルヘンティーナは2011-12シーズンが復活後の第1回大会となった。 |
| 2012                       | 6枠目                      | なし                                                              | 2011-12コパ・アルヘンティーナ優勝                               | コパ・アルヘンティーナは2011-12シーズンが復活後の第1回大会となった。 |
| 2013                       | 1枠目                      | 2012 [C]優勝                                                      | 2012-13優勝                                                     | 2012-13シーズンから短期リーグの名称がイニシアルとフィナールに変更された。 |
| 2013                       | 2枠目                      | 2012 [I]優勝                                                      | 2012-13合計勝ち点1位                                            | 2012-13シーズンから短期リーグの名称がイニシアルとフィナールに変更された。 |
| 2013                       | 3枠目                      | 2012 [C], 2012 [I]合計勝ち点1位                                   | 2012-13合計勝ち点2位                                            | 2012-13シーズンから短期リーグの名称がイニシアルとフィナールに変更された。 |
| 2013                       | 4枠目                      | 2012 [C], 2012 [I]合計勝ち点2位                                   | 2012-13合計勝ち点3位                                            | 2012-13シーズンから短期リーグの名称がイニシアルとフィナールに変更された。 |
| 2013                       | 5枠目                      | 2012コパ・スダメリカーナ国内最上位                                | 2012-13合計勝ち点4位                                            | 2012-13シーズンから短期リーグの名称がイニシアルとフィナールに変更された。 |
| 2013                       | 6枠目                      | なし                                                              | 2012-13合計勝ち点5位                                            | 2012-13シーズンから短期リーグの名称がイニシアルとフィナールに変更された。 |
| 2014                       | 1枠目                      | 2012-13優勝(2012 [I]優勝)                                         | 2013コパ・スダメリカーナ優勝                                    | 2012-13シーズンのみ2012 [I]と2013 [F]の優勝チームが対戦し、年間王者を決定した。 2013-14シーズンも2013 [I]と2014 [F]の優勝チームが対戦したが（スーペルファイナル）、リーグ戦とは別のタイトルとして扱われた。 (※)2014コパ・リベルタドーレスの2回戦に進出したチームと、2015コパ・リベルタドーレスに1枠目、3枠目として出場したチームを除く。 |
| 2014                       | 2枠目                      | 2013 [F]優勝                                                      | 2013-14スーペルファイナル優勝(2014 [F]優勝)                     | 2012-13シーズンのみ2012 [I]と2013 [F]の優勝チームが対戦し、年間王者を決定した。 2013-14シーズンも2013 [I]と2014 [F]の優勝チームが対戦したが（スーペルファイナル）、リーグ戦とは別のタイトルとして扱われた。 (※)2014コパ・リベルタドーレスの2回戦に進出したチームと、2015コパ・リベルタドーレスに1枠目、3枠目として出場したチームを除く。 |
| 2014                       | 3枠目                      | 2013 [I]優勝                                                      | 2013-14合計勝ち点1位(※)                                         | 2012-13シーズンのみ2012 [I]と2013 [F]の優勝チームが対戦し、年間王者を決定した。 2013-14シーズンも2013 [I]と2014 [F]の優勝チームが対戦したが（スーペルファイナル）、リーグ戦とは別のタイトルとして扱われた。 (※)2014コパ・リベルタドーレスの2回戦に進出したチームと、2015コパ・リベルタドーレスに1枠目、3枠目として出場したチームを除く。 |
| 2014                       | 4枠目                      | 2012-13コパ・アルヘンティーナ優勝                                 | 2013-14合計勝ち点2位(※)                                         | 2012-13シーズンのみ2012 [I]と2013 [F]の優勝チームが対戦し、年間王者を決定した。 2013-14シーズンも2013 [I]と2014 [F]の優勝チームが対戦したが（スーペルファイナル）、リーグ戦とは別のタイトルとして扱われた。 (※)2014コパ・リベルタドーレスの2回戦に進出したチームと、2015コパ・リベルタドーレスに1枠目、3枠目として出場したチームを除く。 |
| 2014                       | 5枠目                      | 2013コパ・スダメリカーナ国内最上位                                | 2013-14合計勝ち点3位(※)                                         | 2012-13シーズンのみ2012 [I]と2013 [F]の優勝チームが対戦し、年間王者を決定した。 2013-14シーズンも2013 [I]と2014 [F]の優勝チームが対戦したが（スーペルファイナル）、リーグ戦とは別のタイトルとして扱われた。 (※)2014コパ・リベルタドーレスの2回戦に進出したチームと、2015コパ・リベルタドーレスに1枠目、3枠目として出場したチームを除く。 |
| 2014                       | 6枠目                      | なし                                                              | 2013-14合計勝ち点4位(※)                                         | 2012-13シーズンのみ2012 [I]と2013 [F]の優勝チームが対戦し、年間王者を決定した。 2013-14シーズンも2013 [I]と2014 [F]の優勝チームが対戦したが（スーペルファイナル）、リーグ戦とは別のタイトルとして扱われた。 (※)2014コパ・リベルタドーレスの2回戦に進出したチームと、2015コパ・リベルタドーレスに1枠目、3枠目として出場したチームを除く。 |
| 2014                       | 7枠目                      | なし                                                              | 2013-14合計勝ち点5位(※)                                         | 2012-13シーズンのみ2012 [I]と2013 [F]の優勝チームが対戦し、年間王者を決定した。 2013-14シーズンも2013 [I]と2014 [F]の優勝チームが対戦したが（スーペルファイナル）、リーグ戦とは別のタイトルとして扱われた。 (※)2014コパ・リベルタドーレスの2回戦に進出したチームと、2015コパ・リベルタドーレスに1枠目、3枠目として出場したチームを除く。 |
| 2015                       | 1枠目                      | 2014コパ・リベルタドーレス優勝                                    | 2014コパ・スダメリカーナ優勝                                    | スーペルコパはプリメーラ・ディビシオンとコパ・アルヘンティーナの優勝チームによるカップ戦。 (※)2015コパ・リベルタドーレスの2回戦に進出したチームを除く。 |
| 2015                       | 2枠目                      | 2014 [F]優勝(2014コパ・スダメリカーナ優勝)                        | 2014スーペルコパ優勝(2013-14コパ・アルヘンティーナ優勝)         | スーペルコパはプリメーラ・ディビシオンとコパ・アルヘンティーナの優勝チームによるカップ戦。 (※)2015コパ・リベルタドーレスの2回戦に進出したチームを除く。 |
| 2015                       | 3枠目                      | 2014 [T]優勝                                                      | 2014 [T]勝ち点1位(※)                                            | スーペルコパはプリメーラ・ディビシオンとコパ・アルヘンティーナの優勝チームによるカップ戦。 (※)2015コパ・リベルタドーレスの2回戦に進出したチームを除く。 |
| 2015                       | 4枠目                      | 2013 [I], 2014 [F]合計勝ち点1位                                   | 2014 [T]勝ち点2位(※)                                            | スーペルコパはプリメーラ・ディビシオンとコパ・アルヘンティーナの優勝チームによるカップ戦。 (※)2015コパ・リベルタドーレスの2回戦に進出したチームを除く。 |
| 2015                       | 5枠目                      | 2013-14コパ・アルヘンティーナ優勝                                 | 2014 [T]勝ち点3位(※)                                            | スーペルコパはプリメーラ・ディビシオンとコパ・アルヘンティーナの優勝チームによるカップ戦。 (※)2015コパ・リベルタドーレスの2回戦に進出したチームを除く。 |
| 2015                       | 6枠目                      | 2014コパ・スダメリカーナ国内最上位                                | 2014 [T]勝ち点4位(※)                                            | スーペルコパはプリメーラ・ディビシオンとコパ・アルヘンティーナの優勝チームによるカップ戦。 (※)2015コパ・リベルタドーレスの2回戦に進出したチームを除く。 |
| 2015                       | 7枠目                      | なし                                                              | 2014 [T]勝ち点5位(※)                                            | スーペルコパはプリメーラ・ディビシオンとコパ・アルヘンティーナの優勝チームによるカップ戦。 (※)2015コパ・リベルタドーレスの2回戦に進出したチームを除く。 |
| 2016                       | 1枠目                      | 2015コパ・リベルタドーレス優勝                                    | 2015スーペルコパ優勝(2015 プリメーラ・ディビシオン準優勝)       | 2015シーズンは暦年ベースの1シーズン制で行われた。 (※)コパ・スダメリカーナプレーオフは2016コパ・リベルタドーレスと2016コパ・スダメリカーナの出場権を既に獲得したチームを除く、2015シーズンの上位14チームが対象。 |
| 2016                       | 2枠目                      | 2015 優勝(2014-15コパ・アルヘンティーナ優勝)                      | 2015 4位～7位のプレーオフ準優勝(2015 5位)                       | 2015シーズンは暦年ベースの1シーズン制で行われた。 (※)コパ・スダメリカーナプレーオフは2016コパ・リベルタドーレスと2016コパ・スダメリカーナの出場権を既に獲得したチームを除く、2015シーズンの上位14チームが対象。 |
| 2016                       | 3枠目                      | 2015 準優勝                                                       | 2015 コパ・スダメリカーナプレーオフ勝者（2015 6位）             | 2015シーズンは暦年ベースの1シーズン制で行われた。 (※)コパ・スダメリカーナプレーオフは2016コパ・リベルタドーレスと2016コパ・スダメリカーナの出場権を既に獲得したチームを除く、2015シーズンの上位14チームが対象。 |
| 2016                       | 4枠目                      | 2014-15コパ・アルヘンティーナ準優勝(2015 3位)                     | 2015 コパ・スダメリカーナプレーオフ勝者（2015 7位）             | 2015シーズンは暦年ベースの1シーズン制で行われた。 (※)コパ・スダメリカーナプレーオフは2016コパ・リベルタドーレスと2016コパ・スダメリカーナの出場権を既に獲得したチームを除く、2015シーズンの上位14チームが対象。 |
| 2016                       | 5枠目                      | 2015 4位～7位のプレーオフ優勝(2015 4位)                           | 2015 コパ・スダメリカーナプレーオフ勝者（2015 8位）             | 2015シーズンは暦年ベースの1シーズン制で行われた。 (※)コパ・スダメリカーナプレーオフは2016コパ・リベルタドーレスと2016コパ・スダメリカーナの出場権を既に獲得したチームを除く、2015シーズンの上位14チームが対象。 |
| 2016                       | 6枠目                      | 2015コパ・スダメリカーナ国内最上位                                | 2015 コパ・スダメリカーナプレーオフ勝者（2015 13位）            | 2015シーズンは暦年ベースの1シーズン制で行われた。 (※)コパ・スダメリカーナプレーオフは2016コパ・リベルタドーレスと2016コパ・スダメリカーナの出場権を既に獲得したチームを除く、2015シーズンの上位14チームが対象。 |
| 2017                       | 1枠目                      | 2016 優勝                                                         | 2016 6位                                                        | 2016シーズンはヨーロッパ型の1シーズン制への移行に伴い短期リーグとなった。 この年以降、コパ・スダメリカーナにはコパ・リベルタドーレス出場チームは出場できなくなった。 |
| 2017                       | 2枠目                      | 2016 準優勝                                                       | 2016 7位                                                        | 2016シーズンはヨーロッパ型の1シーズン制への移行に伴い短期リーグとなった。 この年以降、コパ・スダメリカーナにはコパ・リベルタドーレス出場チームは出場できなくなった。 |
| 2017                       | 3枠目                      | 2016 3位                                                          | 2016 8位                                                        | 2016シーズンはヨーロッパ型の1シーズン制への移行に伴い短期リーグとなった。 この年以降、コパ・スダメリカーナにはコパ・リベルタドーレス出場チームは出場できなくなった。 |
| 2017                       | 4枠目                      | 2016 4位                                                          | 2016 9位                                                        | 2016シーズンはヨーロッパ型の1シーズン制への移行に伴い短期リーグとなった。 この年以降、コパ・スダメリカーナにはコパ・リベルタドーレス出場チームは出場できなくなった。 |
| 2017                       | 5枠目                      | 2015-16コパ・アルヘンティーナ優勝                                 | 2016 10位                                                       | 2016シーズンはヨーロッパ型の1シーズン制への移行に伴い短期リーグとなった。 この年以降、コパ・スダメリカーナにはコパ・リベルタドーレス出場チームは出場できなくなった。 |
| 2017                       | 6枠目                      | 2016 5位                                                          | 2016 11位                                                       | 2016シーズンはヨーロッパ型の1シーズン制への移行に伴い短期リーグとなった。 この年以降、コパ・スダメリカーナにはコパ・リベルタドーレス出場チームは出場できなくなった。 |
| 2018                       | 1枠目                      | 2017コパ・スダメリカーナ優勝(2016-17 6位)                         | 2016-17 7位                                                     | 2016-17シーズンからヨーロッパ型の1シーズン制となった。 |
| 2018                       | 2枠目                      | 2016-17 優勝                                                      | 2016-17 8位                                                     | 2016-17シーズンからヨーロッパ型の1シーズン制となった。 |
| 2018                       | 3枠目                      | 2016-17 準優勝(2016-17コパ・アルヘンティーナ優勝)                 | 2016-17 9位                                                     | 2016-17シーズンからヨーロッパ型の1シーズン制となった。 |
| 2018                       | 4枠目                      | 2016-17コパ・アルヘンティーナ準優勝                               | 2016-17 10位                                                    | 2016-17シーズンからヨーロッパ型の1シーズン制となった。 |
| 2018                       | 5枠目                      | 2016-17 3位                                                       | 2016-17 11位                                                    | 2016-17シーズンからヨーロッパ型の1シーズン制となった。 |
| 2018                       | 6枠目                      | 2016-17 4位                                                       | 2016-17 12位                                                    | 2016-17シーズンからヨーロッパ型の1シーズン制となった。 |
| 2018                       | 7枠目                      | 2016-17 5位                                                       | なし                                                            | 2016-17シーズンからヨーロッパ型の1シーズン制となった。 |
| 2019                       | 1枠目                      | 2018コパ・リベルタドーレス優勝(2017-18 8位)                       | 2017-18 6位                                                     | |
| 2019                       | 2枠目                      | 2017-18 優勝                                                      | 2017-18 7位                                                     | |
| 2019                       | 3枠目                      | 2017-18 準優勝                                                    | 2017-18 9位                                                     | |
| 2019                       | 4枠目                      | 2017-18コパ・アルヘンティーナ優勝(2017-18 20位)                   | 2017-18 10位                                                    | |
| 2019                       | 5枠目                      | 2017-18 3位                                                       | 2017-18 11位                                                    | |
| 2019                       | 6枠目                      | 2017-18 4位                                                       | 2017-18 12位                                                    | |
| 2019                       | 7枠目                      | 2017-18 5位                                                       | なし                                                            | |
| 2020                       | 1枠目                      | 2018-19 優勝                                                      | 2019 コパ・デ・ラ・スーペルリーガ 最上位(ベスト4)(2018-19 26位) | |
| 2020                       | 2枠目                      | 2018-19 準優勝                                                    | 2018-19 6位                                                     | |
| 2020                       | 3枠目                      | 2018-19コパ・アルヘンティーナ優勝(2018-19 4位)                    | 2018-19 7位                                                     | |
| 2020                       | 4枠目                      | 2019 コパ・デ・ラ・スーペルリーガ(リーグカップ) 優勝(2018-19 9位) | 2018-19 8位                                                     | |
| 2020                       | 5枠目                      | 2018-19 3位                                                       | 2018-19 10位                                                    | |
| 2020                       | 6枠目                      | 2018-19 5位                                                       | 2018-19 11位                                                    | |
| 2021                       | 1枠目                      | 2020コパ・スダメリカーナ優勝(2019-20 6位)                         | 2019-20 8位                                                     | リーグ戦の成績には新型コロナウイルス感染症の流行により打ち切りとなった2020 コパ・デ・ラ・スーペルリーガの成績も含まれる。打ち切りとなったコパ・デ・ラ・スーペルリーガの代わりに開催されたコパ・デ・ラ・リーガ・プロフェッショナルの優勝チームに出場権が与えられることになった。                                                          |
| 2021                       | 2枠目                      | 2019-20 優勝(2020 コパ・デ・ラ・リーガ・プロフェッショナル 優勝)  | 2019-20 9位                                                     | リーグ戦の成績には新型コロナウイルス感染症の流行により打ち切りとなった2020 コパ・デ・ラ・スーペルリーガの成績も含まれる。打ち切りとなったコパ・デ・ラ・スーペルリーガの代わりに開催されたコパ・デ・ラ・リーガ・プロフェッショナルの優勝チームに出場権が与えられることになった。                                                          |
| 2021                       | 3枠目                      | 2019-20 2位                                                       | 2019-20 10位                                                    | リーグ戦の成績には新型コロナウイルス感染症の流行により打ち切りとなった2020 コパ・デ・ラ・スーペルリーガの成績も含まれる。打ち切りとなったコパ・デ・ラ・スーペルリーガの代わりに開催されたコパ・デ・ラ・リーガ・プロフェッショナルの優勝チームに出場権が与えられることになった。                                                          |
| 2021                       | 4枠目                      | 2019-20 3位                                                       | 2019-20 11位                                                    | リーグ戦の成績には新型コロナウイルス感染症の流行により打ち切りとなった2020 コパ・デ・ラ・スーペルリーガの成績も含まれる。打ち切りとなったコパ・デ・ラ・スーペルリーガの代わりに開催されたコパ・デ・ラ・リーガ・プロフェッショナルの優勝チームに出場権が与えられることになった。                                                          |
| 2021                       | 5枠目                      | 2019-20 4位                                                       | 2019-20 12位                                                    | リーグ戦の成績には新型コロナウイルス感染症の流行により打ち切りとなった2020 コパ・デ・ラ・スーペルリーガの成績も含まれる。打ち切りとなったコパ・デ・ラ・スーペルリーガの代わりに開催されたコパ・デ・ラ・リーガ・プロフェッショナルの優勝チームに出場権が与えられることになった。                                                          |
| 2021                       | 6枠目                      | 2019-20 5位                                                       | 2019-20 13位                                                    | リーグ戦の成績には新型コロナウイルス感染症の流行により打ち切りとなった2020 コパ・デ・ラ・スーペルリーガの成績も含まれる。打ち切りとなったコパ・デ・ラ・スーペルリーガの代わりに開催されたコパ・デ・ラ・リーガ・プロフェッショナルの優勝チームに出場権が与えられることになった。                                                          |
| 2021                       | 7枠目                      | 2019-20 7位                                                       | なし                                                            | リーグ戦の成績には新型コロナウイルス感染症の流行により打ち切りとなった2020 コパ・デ・ラ・スーペルリーガの成績も含まれる。打ち切りとなったコパ・デ・ラ・スーペルリーガの代わりに開催されたコパ・デ・ラ・リーガ・プロフェッショナルの優勝チームに出場権が与えられることになった。                                                          |
| 2022                       | 1枠目                      | 2021 コパ・デ・ラ・リーガ・プロフェッショナル 優勝                | 2021 コパ・デ・ラ・リーガ・プロフェッショナル プレーオフ勝者    | 上期にコパ・デ・ラ・リーガ・プロフェッショナル、下期にプリメーラ・ディビジョンを行った。 |
| 2022                       | 2枠目                      | 2021 優勝                                                         | 2021 通算成績4番手                                              | 上期にコパ・デ・ラ・リーガ・プロフェッショナル、下期にプリメーラ・ディビジョンを行った。 |
| 2022                       | 3枠目                      | 2019-20コパ・アルヘンティーナ優勝                                 | 2021 通算成績5番手                                              | 上期にコパ・デ・ラ・リーガ・プロフェッショナル、下期にプリメーラ・ディビジョンを行った。 |
| 2022                       | 4枠目                      | 2021 通算成績最上位                                               | 2021 通算成績6番手                                              | 上期にコパ・デ・ラ・リーガ・プロフェッショナル、下期にプリメーラ・ディビジョンを行った。 |
| 2022                       | 5枠目                      | 2021 通算成績2番手                                                | 2021 通算成績7番手                                              | 上期にコパ・デ・ラ・リーガ・プロフェッショナル、下期にプリメーラ・ディビジョンを行った。 |
| 2022                       | 6枠目                      | 2021 通算成績3番手                                                | 2021 通算成績8番手                                              | 上期にコパ・デ・ラ・リーガ・プロフェッショナル、下期にプリメーラ・ディビジョンを行った。 |
| 2023                       | 1枠目                      | 2022 優勝（2022 コパ・デ・ラ・リーガ・プロフェッショナル 優勝）   | 2022 通算成績5番手                                              | |
| 2023                       | 2枠目                      | 2022 通算成績最上位                                               | 2022 通算成績6番手                                              | |
| 2023                       | 3枠目                      | 2022コパ・アルヘンティーナ優勝                                    | 2022 通算成績7番手                                              | |
| 2023                       | 4枠目                      | 2022 通算成績2番手                                                | 2022 通算成績8番手                                              | |
| 2023                       | 5枠目                      | 2022 通算成績3番手                                                | 2022 通算成績9番手                                              | |
| 2023                       | 6枠目                      | 2022 通算成績4番手                                                | 2022 通算成績10番手                                             | |

- [A]はアペルトゥーラ、[C]はクラウスーラ、[I]はイニシアル、[F]はフィナール、[T]はTransición（暦年制への移行に伴う短期リーグ）

### コパ・リベルタドーレス
コパ・リベルタドーレスは南米でもっとも権威あるカップ戦であり、2019年までにアルゼンチンのクラブは国別最多の25回優勝している。CAインデペンディエンテが7回（クラブ別最多）、ボカ・ジュニアーズが6回、エストゥディアンテス・デ・ラ・プラタが4回、CAリーベル・プレートが4回、ラシン・クルブ、AAアルヘンティノス・ジュニアーズ、CAベレス・サルスフィエルド、サン・ロレンソがそれぞれ1回優勝している。2016年までは暦年の前半（1月-6月）、2017年以降は通年開催される南米カップ戦である。
アルゼンチンからの出場枠が4枠に拡大した2000年大会以降、出場クラブは、主に前シーズンの国内リーグ戦の結果によって決定されている。まず、アペルトゥーラとクラウスーラ（2012-13,2013-14シーズンはイニシアルとフィナール）の優勝クラブが出場権を得て、さらにシーズンの通算勝ち点上位クラブ（優勝2クラブは除く）が出場権を得ることが多かった。2008年大会までは、大会前々年から前年にかけてのアペルトゥーラとクラウスーラの優勝クラブ、2009年大会から2015年大会にかけては、主に大会前年のクラウスーラとアペルトゥーラの優勝クラブが出場権を得ていた。
2014年大会以降は、2011年から復活したコパ・アルヘンティーナの優勝チームも出場権を得ている。2015年以降は1シーズン制となったため、2016年大会以降、大会前年に完結するシーズンの成績により出場権が決まることになった。
| 年度 | 国内シーズン | 前回王者             | シーズン優勝                 |
| ---- | ------------ | -------------------- | ---------------------------- |
| 1960 | 1959         |                      | サン・ロレンソ（1959）       |
| 1960 | 1959         | ベスト4              |                              |
| 1961 | 1960         |                      | インデペンディエンテ（1960） |
| 1961 | 1960         | ベスト8              |                              |
| 1962 | 1961         |                      | ラシン（1961）               |
| 1962 | 1961         | グループステージ     |                              |
| 1963 | 1962         |                      | ボカ・ジュニアーズ（1962）   |
| 1963 | 1962         | 準優勝               |                              |
| 1964 | 1963         |                      | インデペンディエンテ（1963） |
| 1964 | 1963         | 優勝                 |                              |
| 1965 | 1964         | インデペンディエンテ | ボカ・ジュニアーズ（1964）   |
| 1965 | 1964         | 優勝                 | ベスト4                      |

| 年度 | 国内シーズン          | 前回王者                       | シーズン優勝１                                                   | シーズン優勝２                                                |
| ---- | --------------------- | ------------------------------ | ---------------------------------------------------------------- | ------------------------------------------------------------- |
| 1966 | 1965                  | インデペンディエンテ           | ボカ・ジュニアーズ（1965）                                       | リーベル・プレート（1965準優勝）                              |
| 1966 | 1965                  | 準決勝リーグ                   | 準決勝リーグ                                                     | 準優勝                                                        |
| 1967 | 1966                  |                                | ラシン（1966）                                                   | リーベル・プレート（1966準優勝）                              |
| 1967 | 1966                  |                                | 優勝                                                             | 準決勝リーグ                                                  |
| 1968 | （1967M,）1967N       | ラシン                         | インデペンディエンテ（1967N）                                    | エストゥディアンテス（1967N準優勝）                           |
| 1968 | （1967M,）1967N       | ベスト4                        | 2次リーグ                                                        | 優勝                                                          |
| 1969 | （1968M,1968N）       | エストゥディアンテス           | （その他チームは不出場）                                         | （その他チームは不出場）                                      |
| 1969 | （1968M,1968N）       | 優勝                           | （その他チームは不出場）                                         | （その他チームは不出場）                                      |
| 1970 | （1969M,）1969N       | エストゥディアンテス           | ボカ・ジュニアーズ（1969N）                                      | リーベル・プレート（1969N準優勝）                             |
| 1970 | （1969M,）1969N       | 優勝                           | 2次リーグ                                                        | ベスト4                                                       |
| 1971 | （1970M,）1970N       | エストゥディアンテス           | ボカ・ジュニアーズ（1970N）                                      | ロサリオ・セントラル（1970N準優勝）                           |
| 1971 | （1970M,）1970N       | 準優勝                         | グループステージ                                                 | グループステージ                                              |
| 1972 | 1971M,1971N           |                                | ロサリオ・セントラル（1971N）                                    | インデペンディエンテ（プレーオフ勝者・1971M優勝）             |
| 1972 | 1971M,1971N           |                                | グループステージ                                                 | 優勝                                                          |
| 1973 | （1972M,）1972N       | インデペンディエンテ           | サン・ロレンソ（1972N）                                          | リーベル・プレート（1972N準優勝）                             |
| 1973 | （1972M,）1972N       | 優勝                           | 準決勝リーグ                                                     | グループステージ                                              |
| 1974 | 1973M,1973N           | インデペンディエンテ           | ウラカン（1973M）                                                | ロサリオ・セントラル（1973N）                                 |
| 1974 | 1973M,1973N           | 優勝                           | 準決勝リーグ                                                     | グループステージ                                              |
| 1975 | 1974M,1974N           | インデペンディエンテ           | ロサリオ・セントラル（プレーオフ勝者・1974M＆1974N準優勝）       | ニューウェルズ・オールドボーイズ（プレーオフ勝者・1974M優勝） |
| 1975 | 1974M,1974N           | 優勝                           | 準決勝リーグ                                                     | グループステージ                                              |
| 1976 | 1975M,1975N           | インデペンディエンテ           | リーベル・プレート（1975M,1975N）                                | エストゥディアンテス（プレーオフ勝者・1975N準優勝）           |
| 1976 | 1975M,1975N           | 準決勝リーグ                   | 準優勝                                                           | グループステージ                                              |
| 1977 | 1976M,1976N           |                                | ボカ・ジュニアーズ（1976M,1976N）                                | リーベル・プレート（プレーオフ勝者・1976N準優勝）             |
| 1977 | 1976M,1976N           |                                | 優勝                                                             | グループステージ                                              |
| 1978 | 1977M,1977N           | ボカ・ジュニアーズ             | リーベル・プレート（1977M）                                      | インデペンディエンテ（1977N）                                 |
| 1978 | 1977M,1977N           | 優勝                           | 準決勝リーグ                                                     | グループステージ                                              |
| 1979 | 1978M,1978N           | ボカ・ジュニアーズ             | キルメス（1978M）                                                | インデペンディエンテ（1978N）                                 |
| 1979 | 1978M,1978N           | 準優勝                         | グループステージ                                                 | グループステージ                                              |
| 1980 | 1979M,1979N           |                                | リーベル・プレート（1979M,1979N）                                | ベレス・サルスフィエルド（プレーオフ勝者・1979M準優勝）       |
| 1980 | 1979M,1979N           |                                | グループステージ                                                 | 準決勝リーグ                                                  |
| 1981 | 1980M,1980N           |                                | リーベル・プレート（1980M）                                      | ロサリオ・セントラル（1980N）                                 |
| 1981 | 1980M,1980N           |                                | グループステージ                                                 | グループステージ                                              |
| 1982 | 1981M,1981N           |                                | ボカ・ジュニアーズ（1981M）                                      | リーベル・プレート（1981N）                                   |
| 1982 | 1981M,1981N           |                                | グループステージ                                                 | 準決勝リーグ                                                  |
| 1983 | 1982N,1982M           |                                | フェロ・カリル・オエステ（1982N）                                | エストゥディアンテス（1982M）                                 |
| 1983 | 1982N,1982M           |                                | グループステージ                                                 | 準決勝リーグ                                                  |
| 1984 | 1983N,1983M           |                                | エストゥディアンテス（1983N）                                    | インデペンディエンテ（1983M）                                 |
| 1984 | 1983N,1983M           |                                | グループステージ                                                 | 優勝                                                          |
| 1985 | 1984N,1984M （1985N） | インデペンディエンテ           | フェロ・カリル・オエステ（1984N）                                | アルヘンティノス・ジュニアーズ（1984M）                       |
| 1985 | 1984N,1984M （1985N） | 準決勝リーグ                   | グループステージ                                                 | 優勝                                                          |
| 1986 | 1985-86               | アルヘンティノス・ジュニアーズ | リーベル・プレート（1985-86）                                    | ボカ・ジュニアーズ（プレーオフ勝者・1985-86 5位）             |
| 1986 | 1985-86               | 準決勝リーグ                   | 優勝                                                             | グループステージ                                              |
| 1987 | 1986-87               | リーベル・プレート             | ロサリオ・セントラル（1986-87）                                  | インデペンディエンテ（プレーオフ勝者・1986-87 3位）           |
| 1987 | 1986-87               | 準決勝リーグ                   | グループステージ                                                 | 準決勝リーグ                                                  |
| 1988 | 1987-88               |                                | ニューウェルズ・オールドボーイズ（1987-88）                      | サン・ロレンソ（プレーオフ勝者・1987-88準優勝）               |
| 1988 | 1987-88               |                                | 準優勝                                                           | 準決勝                                                        |
| 1989 | 1988-89（前期）       |                                | ラシン（1988-89アペルトゥーラ（前期）1位）                       | ボカ・ジュニアーズ（1988-89アペルトゥーラ（前期）2位）        |
| 1989 | 1988-89（前期）       |                                | ベスト16                                                         | ベスト16                                                      |
| 1990 | 1988-89               |                                | インデペンディエンテ（1988-89）                                  | リーベル・プレート（プレーオフ勝者・1988-89 4位）             |
| 1990 | 1988-89               |                                | ベスト8                                                          | ベスト4                                                       |
| 1991 | 1989-90               |                                | リーベル・プレート（1989-90）                                    | ボカ・ジュニアーズ（プレーオフ勝者・1989-90 3位）             |
| 1991 | 1989-90               |                                | グループステージ                                                 | ベスト4                                                       |
| 1992 | 1990-91               |                                | ニューウェルズ・オールドボーイズ（1990A優勝,年間優勝決定戦勝利） | サン・ロレンソ（プレーオフ勝者・1991C2位）                    |
| 1992 | 1990-91               |                                | 準優勝                                                           | 準々決勝                                                      |
| 1993 | 1991A-92C             |                                | リーベル・プレート（プレーオフ勝者・1991A優勝）                  | ニューウェルズ・オールドボーイズ（プレーオフ勝者・1992C優勝） |
| 1993 | 1991A-92C             |                                | グループステージ                                                 | ベスト16                                                      |
| 1994 | 1992A-93C             |                                | ボカ・ジュニアーズ（1992A）                                      | ベレス・サルスフィエルド（1993C）                             |
| 1994 | 1992A-93C             |                                | グループステージ                                                 | 優勝                                                          |
| 1995 | 1993A-94C             | ベレス・サルスフィエルド       | リーベル・プレート（1993A）                                      | インデペンディエンテ（1994C）                                 |
| 1995 | 1993A-94C             | ベスト8                        | ベスト4                                                          | ベスト16                                                      |
| 1996 | 1994A-95C             |                                | リーベル・プレート（1994A）                                      | サン・ロレンソ（1995C）                                       |
| 1996 | 1994A-95C             |                                | 優勝                                                             | ベスト8                                                       |
| 1997 | 1995A-96C             | リーベル・プレート             | ベレス・サルスフィエルド（1995A,1996C）                          | ラシン（プレーオフ勝者・1995A準優勝）                         |
| 1997 | 1995A-96C             | ベスト16                       | ベスト16                                                         | ベスト4                                                       |
| 1998 | 1996A-97C             |                                | リーベル・プレート（1996A,1997C）                                | コロン（プレーオフ勝者・1997C準優勝）                         |
| 1998 | 1996A-97C             |                                | ベスト4                                                          | ベスト8                                                       |
| 1999 | 1997A-98C             |                                | リーベル・プレート（1997A）                                      | ベレス・サルスフィエルド（1998C）                             |
| 1999 | 1997A-98C             |                                | ベスト4                                                          | ベスト8                                                       |

| 年度 | 国内シーズン    | 前回王者                             | シーズン優勝１                              | シーズン優勝２                               | その他シーズン上位１                              | その他シーズン上位２                        | その他シーズン上位３                              |
| ---- | --------------- | ------------------------------------ | ------------------------------------------- | -------------------------------------------- | ------------------------------------------------- | ------------------------------------------- | ------------------------------------------------- |
| 2000 | 1998A-99C,1999A |                                      | ボカ・ジュニアーズ（1998A,1999C）※1999A 3位 | ボカ・ジュニアーズ（1998A,1999C）※1999A 3位  | リーベル・プレート（プレーオフ勝者・1999C準優勝） | ロサリオ・セントラル（1999A準優勝）         | サン・ロレンソ（1999A 4位）                       |
| 2000 | 1998A-99C,1999A |                                      | 優勝                                        | 優勝                                         | ベスト8                                           | ベスト16                                    | グループステージ                                  |
| 2001 | 1999A-00C       | ボカ・ジュニアーズ                   | リーベル・プレート（1999A,2000C）           | リーベル・プレート（1999A,2000C）            | サン・ロレンソ（通算成績最上位）                  | ロサリオ・セントラル（通算成績2番手）       | ベレス・サルスフィエルド（通算成績3番手）         |
| 2001 | 1999A-00C       | 優勝                                 | ベスト8                                     | ベスト8                                      | グループステージ                                  | ベスト4                                     | グループステージ                                  |
| 2002 | 2000A-01C       | ボカ・ジュニアーズ（前回王者,2000A） | ボカ・ジュニアーズ（前回王者,2000A）        | サン・ロレンソ（2001C）                      | リーベル・プレート（通算成績最上位）              | タジェレス（通算成績2番手）                 | ベレス・サルスフィエルド（通算成績3番手）         |
| 2002 | 2000A-01C       | ベスト8                              | ベスト8                                     | グループステージ                             | ベスト16                                          | グループステージ                            | グループステージ                                  |
| 2003 | 2001A-02C       |                                      | ラシン（2001A）                             | リーベル・プレート（2002C）                  | ボカ・ジュニアーズ（通算成績最上位）              | ヒムナシア・イ・エスグリマ（通算成績2番手） |                                                   |
| 2003 | 2001A-02C       |                                      | ベスト16                                    | ベスト8                                      | 優勝                                              | グループステージ                            |                                                   |
| 2004 | 2002A-03C       | ボカ・ジュニアーズ                   | インデペンディエンテ（2002A）               | リーベル・プレート（2003C）                  | ベレス・サルスフィエルド（通算成績最上位）        | ロサリオ・セントラル（通算成績2番手）       |                                                   |
| 2004 | 2002A-03C       | 準優勝                               | グループステージ                            | ベスト4                                      | グループステージ                                  | ベスト16                                    |                                                   |
| 2005 | 2003A-04C       |                                      | ボカ・ジュニアーズ（2003A）                 | リーベル・プレート（2004C）                  | バンフィエルド（通算成績最上位）                  | サン・ロレンソ（通算成績2番手）             | キルメス（通算成績3番手）                         |
| 2005 | 2003A-04C       |                                      | ベスト8                                     | ベスト4                                      | ベスト8                                           | グループステージ                            | グループステージ                                  |
| 2006 | 2004A-05C       |                                      | ニューウェルズ・オールドボーイズ（2004A）   | ベレス・サルスフィエルド（2005C）            | エストゥディアンテス（通算成績最上位）            | ロサリオ・セントラル（通算成績2番手）       | リーベル・プレート（通算成績3番手）               |
| 2006 | 2004A-05C       |                                      | ベスト16                                    | ベスト8                                      | ベスト8                                           | グループステージ                            | ベスト8                                           |
| 2007 | 2005A-06C       |                                      | ボカ・ジュニアーズ（2005A,2006C）           | ヒムナシア・イ・エスグリマ（通算成績最上位） | リーベル・プレート（通算成績2番手）               | バンフィエルド（通算成績3番手）             | ベレス・サルスフィエルド（通算成績4番手）         |
| 2007 | 2005A-06C       |                                      | 優勝                                        | グループステージ                             | グループステージ                                  | グループステージ                            | ベスト16                                          |
| 2008 | 2006A-07C       | ボカ・ジュニアーズ                   | エストゥディアンテス（2006A）               | サン・ロレンソ（2007C）                      | リーベル・プレート（通算成績最上位）              | アルセナル（通算成績2番手）                 | ラヌース（通算成績3番手）                         |
| 2008 | 2006A-07C       | ベスト4                              | ベスト16                                    | ベスト8                                      | ベスト16                                          | グループステージ                            | ベスト16                                          |
| 2009 | 2007A-08C,2008A |                                      | ラヌース（2007A）                           | リーベル・プレート（2008C）                  | ボカ・ジュニアーズ（2008A）                       | サン・ロレンソ（通算成績最上位）            | エストゥディアンテス（通算成績2番手）             |
| 2009 | 2007A-08C,2008A |                                      | グループステージ                            | グループステージ                             | ベスト16                                          | グループステージ                            | 優勝                                              |
| 2010 | 2009C,2009A     | エストゥディアンテス                 | ベレス・サルスフィエルド（2009C）           | バンフィエルド（2009A）                      | ラヌース（通算成績最上位）                        | コロン（通算成績2番手）                     | ニューウェルズ・オールドボーイズ（通算成績3番手） |
| 2010 | 2009C,2009A     | ベスト8                              | ベスト16                                    | ベスト16                                     | グループステージ                                  | 予選                                        | 予選                                              |

| 年度 | 国内シーズン | シーズン優勝１                          | シーズン優勝２                  | その他シーズン上位１                               | その他シーズン上位２                | 前年のCS国内最上位           |
| ---- | ------------ | --------------------------------------- | ------------------------------- | -------------------------------------------------- | ----------------------------------- | ---------------------------- |
| 2011 | 2010C,2010A  | アルヘンティノス・ジュニアーズ（2010C） | エストゥディアンテス（2010A）   | ベレス・サルスフィエルド（通算成績最上位）         | ゴドイ・クルス（通算成績2番手）     | インデペンディエンテ（優勝） |
| 2011 | 2010C,2010A  | グループステージ                        | ベスト16                        | ベスト4                                            | グループステージ                    | グループステージ             |
| 2012 | 2011C,2011A  | ベレス・サルスフィエルド(2011C)         | ボカ・ジュニアーズ（2011A）     | ラヌース（通算成績最上位）                         | ゴドイ・クルス(通算成績2番手）      | アルセナル（ベスト8）        |
| 2012 | 2011C,2011A  | ベスト8                                 | 準優勝                          | ベスト16                                           | グループステージ                    | グループステージ             |
| 2013 | 2012C,2012I  | アルセナル（2012C）                     | ベレス・サルスフィエルド(2012I) | ニューウェルズ・オールドボーイズ（通算成績最上位） | ボカ・ジュニアーズ（通算成績2番手） | ティグレ（準優勝）           |
| 2013 | 2012C,2012I  | グループステージ                        | ベスト16                        | ベスト4                                            | ベスト8                             | ベスト16                     |

| 年度 | 国内シーズン             | 前回王者           | 優勝１                                    | 優勝２                       | その他シーズン上位                                                | CA優勝                       | 前年のCS国内最上位              |
| ---- | ------------------------ | ------------------ | ----------------------------------------- | ---------------------------- | ----------------------------------------------------------------- | ---------------------------- | ------------------------------- |
| 2014 | 2013F,2013I (CA:2012-13) |                    | ニューウェルズ・オールドボーイズ（2013F） | サン・ロレンソ（2013I）      | ベレス・サルスフィエルド（2012-13フィナール・カンペオナート優勝） | アルセナル                   | ラヌース（優勝）                |
| 2014 | 2013F,2013I (CA:2012-13) |                    | グループステージ                          | 優勝                         | ベスト16                                                          | ベスト8                      | ベスト8                         |
| 2015 | 2014F,2014T (CA:2013-14) | サン・ロレンソ     | リーベル・プレート（2014F）               | ラシン（2014T）              | ボカ・ジュニアーズ(2013I-14F通算成績最上位)                       | ウラカン                     | エストゥディアンテス（ベスト8） |
| 2015 | 2014F,2014T (CA:2013-14) | グループステージ   | 優勝                                      | ベスト8                      | ベスト16                                                          | グループステージ             | ベスト16                        |
| 2016 | 2015 (CA:2014-15)        | リーベル・プレート | ボカ・ジュニアーズ（2015）※CA優勝         | サン・ロレンソ（2015準優勝） | ラシン（プレーオフ勝者・2015 4位）                                | ロサリオ・セントラル(準優勝) | ウラカン（準優勝）              |
| 2016 | 2015 (CA:2014-15)        | ベスト16           | ベスト4                                   | グループステージ             | ベスト16                                                          | ベスト8                      | ベスト16                        |

| 年度 | 国内シーズン      | 前回王者・CS王者               | 優勝               | 準優勝                    | 3位                           | 4位              | 5位                           | CA優勝                           |
| ---- | ----------------- | ------------------------------ | ------------------ | ------------------------- | ----------------------------- | ---------------- | ----------------------------- | -------------------------------- |
| 2017 | 2016 (CA:2015-16) |                                | ラヌース           | サン・ロレンソ            | エストゥディアンテス          | ゴドイ・クルス   | アトレティコ・トゥクマン      | リーベル・プレート               |
| 2017 | 2016 (CA:2015-16) |                                | 準優勝             | ベスト8                   | グループステージ(CS:ベスト16) | ベスト16         | グループステージ(CS:ベスト16) | ベスト4                          |
| 2018 | 2016-17           | インデペンディエンテ（CS王者） | ボカ・ジュニアーズ | リーベル・プレート※CA優勝 | エストゥディアンテス          | ラシン           | バンフィエルド                | アトレティコ・トゥクマン(準優勝) |
| 2018 | 2016-17           | ベスト8                        | 準優勝             | 優勝                      | ベスト16                      | ベスト16         | 予選3回戦(CS:ベスト16)        | ベスト8                          |
| 2019 | 2017-18           | リーベル・プレート（前回王者） | ボカ・ジュニアーズ | ゴドイ・クルス            | サン・ロレンソ                | ウラカン         | タジェレス                    | ロサリオ・セントラル             |
| 2019 | 2017-18           | 準優勝                         | ベスト4            | ベスト16                  | ベスト16                      | グループステージ | 予選3回戦                     | グループステージ                 |

### コパ・スダメリカーナ
コパ・スダメリカーナでも最多優勝国はアルゼンチンであり、2002年の大会初開催以来、2019年までに8回優勝している。ボカ・ジュニアーズとCAインデペンディエンテが2回、CAサン・ロレンソ・デ・アルマグロ、アルセナルFC、ラヌース、CAリーベル・プレートがそれぞれ1回優勝しており、国別2位のブラジル（4回）に大きな差を付けている。2016年までは暦年の後半（7月-12月）、2017年以降は通年に開催される南米カップ戦である。
2003年以降、アルゼンチンの出場枠は6枠であり、2009年まではボカ・ジュニアーズとリーベル・プレートの2クラブは南米サッカー連盟 (CONMEBOL) からの招待を受け、国内リーグ戦の順位にかかわらず毎年出場権を得ていた。両クラブに加えて、大会直前までのアペルトゥーラとクラウスーラの合計勝ち点上位4クラブがコパ・スダメリカーナの出場権を得ていた。2010年から2クラブの招待枠が廃止され、合計勝ち点上位6クラブが出場権を得る方式に変更された。コパ・リベルタドーレスの出場枠の一部も合計勝ち点上位に割り当てられたため、2011年までは同じシーズンの成績により、コパ・リベルタドーレスとコパ・スダメリカーナ両方の出場権を得ることもできた。例えば2005-06シーズンの成績により、クルブ・デ・ヒムナシア・イ・エスグリマ・ラ・プラタ、CAバンフィエルド、CAベレス・サルスフィエルドが、2006年のコパ・スダメリカーナと2007年のコパ・リベルタドーレスの出場権を得た。
2012年以降、リーグ戦の成績に基づく出場権は同じ年度のコパ・リベルタドーレスの出場権を得たクラブを除いた、成績上位のクラブに与えられることとなったが、前回王者や国内カップ戦の勝者など一部の出場枠からは、同一年度のコパ・リベルタドーレスとコパ・スダメリカーナの両大会に出場することができた。しかし、2017年以降、コパ・リベルタドーレスとともに通年開催となったため、同一年度の両大会の出場権を得ることはできなくなった（コパ・リベルタドーレスの予選、グループステージで敗退した一部チームは、コパ・スダメリカーナに途中参加することができる。）
| 年度 | 国内シーズン | 前回王者                   | 出場枠１                   | 出場枠２                   | 出場枠３                       | 出場枠４                         | 出場枠5        | 招待               | 招待               |
| ---- | ------------ | -------------------------- | -------------------------- | -------------------------- | ------------------------------ | -------------------------------- | -------------- | ------------------ | ------------------ |
| 2002 | 2001A-02C    | サン・ロレンソ             | ラシン                     | ヒムナシア・イ・エスグリマ |                                |                                  |                | ボカ・ジュニアーズ | リーベル・プレート |
| 2002 | 2001A-02C    | コパ・メルコスール2001優勝 | 通算成績2位                | 通算成績4位                |                                |                                  |                | 通算成績3位        | 通算成績1位        |
| 2002 | 2001A-02C    | 優勝                       | ベスト8                    | ベスト8                    |                                |                                  |                | ベスト16           | ベスト16           |
| 2003 | 2002A-03C    | サン・ロレンソ             | ベレス・サルスフィエルド   | ロサリオ・セントラル       | インデペンディエンテ           | コロン                           |                | ボカ・ジュニアーズ | リーベル・プレート |
| 2003 | 2002A-03C    | サン・ロレンソ             | 通算成績3位                | 通算成績4位                | 通算成績5位                    | 通算成績6位                      |                | 通算成績2位        | 通算成績1位        |
| 2003 | 2002A-03C    | 2回戦                      | 1回戦                      | 1回戦                      | 2回戦                          | 2回戦                            |                | ベスト8            | 準優勝             |
| 2004 | 2003A-04C    |                            | バンフィエルド             | サン・ロレンソ             | キルメス                       | アルセナル                       |                | ボカ・ジュニアーズ | リーベル・プレート |
| 2004 | 2003A-04C    |                            | 通算成績3位                | 通算成績4位                | 通算成績5位                    | 通算成績7位                      |                | 通算成績1位        | 通算成績2位        |
| 2004 | 2003A-04C    |                            | 1回戦                      | 2回戦                      | 1回戦                          | ベスト8                          |                | 優勝               | 2回戦              |
| 2005 | 2004A-05C    | ボカ・ジュニアーズ         | ベレス・サルスフィエルド   | エストゥディアンテス       | ロサリオ・セントラル           | ニューウェルズ・オールドボーイズ | バンフィエルド |                    | リーベル・プレート |
| 2005 | 2004A-05C    | ボカ・ジュニアーズ         | 通算成績1位                | 通算成績2位                | 通算成績3位                    | 通算成績5位                      | 通算成績6位    |                    | 通算成績4位        |
| 2005 | 2004A-05C    | 優勝                       | ベスト4                    | 2回戦                      | ベスト16                       | 2回戦                            | ベスト16       |                    | ベスト16           |
| 2006 | 2005A-06C    | ボカ・ジュニアーズ         | ヒムナシア・イ・エスグリマ | バンフィエルド             | ベレス・サルスフィエルド       | ラヌース                         | サン・ロレンソ |                    | リーベル・プレート |
| 2006 | 2005A-06C    | ボカ・ジュニアーズ         | 通算成績2位                | 通算成績4位                | 通算成績5位                    | 通算成績6位                      | 通算成績7位    |                    | 通算成績3位        |
| 2006 | 2005A-06C    | ベスト16                   | ベスト8                    | 2回戦                      | 2回戦                          | ベスト8                          | ベスト8        |                    | ベスト16           |
| 2007 | 2006A-07C    |                            | エストゥディアンテス       | サン・ロレンソ             | アルセナル                     | ラヌース                         |                | ボカ・ジュニアーズ | リーベル・プレート |
| 2007 | 2006A-07C    |                            | 通算成績2位                | 通算成績3位                | 通算成績5位                    | 通算成績6位                      |                | 通算成績1位        | 通算成績4位        |
| 2007 | 2006A-07C    |                            | 2回戦                      | 2回戦                      | 優勝                           | ベスト16                         |                | ベスト16           | ベスト4            |
| 2008 | 2007A-08C    | アルセナル                 | エストゥディアンテス       | サン・ロレンソ             | アルヘンティノス・ジュニアーズ | インデペンディエンテ             |                | ボカ・ジュニアーズ | リーベル・プレート |
| 2008 | 2007A-08C    | アルセナル                 | 通算成績2位                | 通算成績4位                | 通算成績5位                    | 通算成績6位                      |                | 通算成績1位        | 通算成績3位        |
| 2008 | 2007A-08C    | ベスト16                   | 準優勝                     | 1回戦                      | ベスト4                        | 1回戦                            |                | ベスト8            | ベスト8            |
| 2009 | 2008A-09C    |                            | ラヌース                   | ベレス・サルスフィエルド   | サン・ロレンソ                 | ティグレ                         |                | ボカ・ジュニアーズ | リーベル・プレート |
| 2009 | 2008A-09C    |                            | 通算成績1位                | 通算成績2位                | 通算成績3位                    | 通算成績4位                      |                | 通算成績5位        | 通算成績15位       |
| 2009 | 2008A-09C    |                            | ベスト16                   | ベスト8                    | ベスト8                        | 1回戦                            |                | 1回戦              | 1回戦              |

| 年度 | 国内シーズン | 前回王者             | 出場枠1                        | 出場枠2                        | 出場枠3                      | 出場枠4                          | 出場枠5                      | 出場枠6                        |
| ---- | ------------ | -------------------- | ------------------------------ | ------------------------------ | ---------------------------- | -------------------------------- | ---------------------------- | ------------------------------ |
| 2010 | 2009A-10C    |                      | バンフィエルド                 | アルヘンティノス・ジュニアーズ | エストゥディアンテス         | ニューウェルズ・オールドボーイズ | インデペンディエンテ         | ベレス・サルスフィエルド       |
| 2010 | 2009A-10C    |                      | 通算成績1位                    | 通算成績2位                    | 通算成績3位                  | 通算成績4位                      | 通算成績5位                  | 通算成績6位                    |
| 2010 | 2009A-10C    |                      | ベスト16                       | 2回戦                          | 2回戦                        | ベスト8                          | 優勝                         | 2回戦                          |
| 2011 | 2010A-11C    | インデペンディエンテ | ベレス・サルスフィエルド       | エストゥディアンテス           | ゴドイ・クルス               | ラヌース                         | アルセナル                   | アルヘンティノス・ジュニアーズ |
| 2011 | 2010A-11C    | インデペンディエンテ | 通算成績1位                    | 通算成績2位                    | 通算成績3位                  | 通算成績4位                      | 通算成績5位                  | 通算成績7位                    |
| 2011 | 2010A-11C    | ベスト16             | ベスト4                        | 2回戦                          | ベスト16                     | 2回戦                            | ベスト8                      | 2回戦                          |
| 2012 | 2011A-12C    |                      | インデペンディエンテ           | ラシン                         | ティグレ                     | アルヘンティノス・ジュニアーズ   | コロン                       | ボカ・ジュニアーズ             |
| 2012 | 2011A-12C    |                      | CL不出場通算成績最上位（5位）  | CL不出場通算成績2番手（6位）   | CL不出場通算成績2番手（7位） | CL不出場通算成績2番手（8位）     | CL不出場通算成績2番手（9位） | 2011-12CA優勝                  |
| 2012 | 2011A-12C    |                      | ベスト8                        | 2回戦                          | 準優勝                       | 2回戦                            | ベスト16                     | 2回戦                          |
| 2013 | 2012I-13F    |                      | ベレス・サルスフィエルド       | ラヌース                       | リーベル・プレート           | ラシン                           | ベルグラーノ                 | サン・ロレンソ                 |
| 2013 | 2012I-13F    |                      | フィナール・カンペオナート優勝 | CL不出場通算成績最上位（2位）  | CL不出場通算成績2番手（3位） | CL不出場通算成績3番手（4位）     | CL不出場通算成績4番手（7位） | CL不出場通算成績5番手（8位）   |
| 2013 | 2012I-13F    |                      | ベスト8                        | 優勝                           | ベスト8                      | 2回戦                            | 2回戦                        | 2回戦                          |
| 2014 | 2013I-14F    | ラヌース             | リーベル・プレート             | ボカ・ジュニアーズ             | エストゥディアンテス         | ヒムナシア・イ・エスグリマ       | ゴドイ・クルス               | ロサリオ・セントラル           |
| 2014 | 2013I-14F    | ラヌース             | フィナール・カンペオナート優勝 | CL不出場通算成績最上位（2位）  | CL不出場通算成績2番手（5位） | CL不出場通算成績3番手（7位）     | CL不出場通算成績4番手（9位） | CL不出場通算成績5番手（10位）  |
| 2014 | 2013I-14F    | ベスト16             | 優勝                           | ベスト4                        | ベスト8                      | 2回戦                            | 2回戦                        | 2回戦                          |
| 2015 | 2014T        | リーベル・プレート   | ウラカン                       | ラヌース                       | インデペンディエンテ         | ティグレ                         | アルセナル                   | ベルグラーノ                   |
| 2015 | 2014T        | リーベル・プレート   | スーペルコパ優勝               | CL不出場成績最上位（3位）      | CL不出場成績2番手（4位）     | CL不出場成績3番手（7位）         | CL不出場成績4番手（9位）     | CL不出場成績5番手（10位）      |
| 2015 | 2014T        | ベスト4              | 準優勝                         | ベスト16                       | ベスト8                      | 2回戦                            | 2回戦                        | 2回戦                          |
| 2016 | 2015         |                      | サン・ロレンソ                 | インデペンディエンテ           | ベルグラーノ                 | エストゥディアンテス             | バンフィエルド               | ラヌース                       |
| 2016 | 2015         |                      | スーペルコパ優勝               | CLプレーオフ2位（5位）         | CSプレーオフ勝者（6位）      | CSプレーオフ勝者（7位）          | CSプレーオフ勝者（8位）      | CSプレーオフ勝者（13位）       |
| 2016 | 2015         |                      | ベスト4                        | ベスト16                       | ベスト16                     | 2回戦                            | 2回戦                        | 2回戦                          |

| 年度 | 国内シーズン | CL不出場成績最上位          | 同2番手           | 同3番手                                 | 同4番手                              | 同5番手                            | 同6番手                                | CL敗退               | CL敗退                   |
| ---- | ------------ | --------------------------- | ----------------- | --------------------------------------- | ------------------------------------ | ---------------------------------- | -------------------------------------- | -------------------- | ------------------------ |
| 2017 | 2016         | インデペンディエンテ（6位） | アルセナル（7位） | デフェンサ・イ・フスティシア（8位）     | ウラカン（9位）                      | ヒムナシア・イ・エスグリマ（10位） | ラシン（11位）                         | エストゥディアンテス | アトレティコ・トゥクマン |
| 2017 | 2016         | 優勝                        | 2回戦             | 2回戦                                   | 2回戦                                | 1回戦                              | ベスト8                                | ベスト16             | ベスト16                 |
| 2018 | 2016-17      | サン・ロレンソ（7位）       | ラヌース（8位）   | ニューウェルズ・オールドボーイズ（9位） | デフェンサ・イ・フスティシア（10位） | コロン（11位）                     | ロサリオ・セントラル（12位）           | バンフィエルド       |                          |
| 2018 | 2016-17      | ベスト16                    | 2回戦             | 1回戦                                   | ベスト8                              | ベスト16                           | 1回戦                                  | ベスト16             |                          |
| 2019 | 2017-18      | インデペンディエンテ（6位） | ラシン（7位）     | デフェンサ・イ・フスティシア（9位）     | ウニオン（10位）                     | コロン（11位）                     | アルヘンティノス・ジュニアーズ（12位） |                      |                          |
| 2019 | 2017-18      | ベスト8                     | 1回戦             | 1回戦                                   | 1回戦                                | 準優勝                             | ベスト16                               |                      |                          |

## 昇降格制
1981年シーズンには人気クラブのCAサン・ロレンソ・デ・アルマグロが降格し、1983年シーズンにはやはり人気クラブのCAリーベル・プレートが降格しそうになったため、1983年に昇降格に対する平均獲得勝ち点率（総勝点を総試合数で割った値）制度が導入された。1983年シーズンのリーベルは19クラブ中18位に終わっており、もし旧制度が続いていたら降格が決定していた。この方式で降格した初めてのクラブはラシン・クルブとCAヌエバ・チカゴだった。なお、1984年シーズンにボカ・ジュニアーズも下位に低迷しているため、平均獲得勝ち点率制度が導入された背景にはビッグクラブの降格可能性を減らす目的があるという疑いをもった見方もある。その後、リーベル・プレートは、2010-11シーズンに年間通算6位の成績を収めながら、直前の2シーズンが15位と低迷していたこともあり、昇降格プレーオフに出場し敗退したため、チーム初の降格を喫することとなった。
1998-99シーズンまでは、過去3シーズンの平均獲得勝ち点率下位2クラブが自動的に降格し、昇降格プレーオフなどは行われなかった。1999-2000シーズンから2011-12シーズンまでは、過去3シーズンの平均獲得勝ち点率下位2クラブが自動的に降格し、それに続く下位2クラブも昇降格プレーオフへの出場を余儀なくされた。プリメーラB・ナシオナルの上位クラブと2レグ制の昇降格プレーオフを戦い、それに勝利すれば残留が決定した。プリメーラB・ナシオナルからは上位2クラブが自動的に昇格し、それに続く2クラブが昇降格プレーオフに出場した。昇格してから3シーズンに満たないクラブでも、降格判定には昇格後の平均獲得勝ち点率が適用されるため、昇格後1シーズンか2シーズンで降格もあり得た。
2012-13シーズンから昇降格プレーオフが行われず、過去3シーズンの平均獲得勝ち点率下位3クラブが自動的に降格する。
| (例)2011-12シーズン終了後の平均獲得勝ち点率 | (例)2011-12シーズン終了後の平均獲得勝ち点率 | (例)2011-12シーズン終了後の平均獲得勝ち点率 | (例)2011-12シーズン終了後の平均獲得勝ち点率 | (例)2011-12シーズン終了後の平均獲得勝ち点率 | (例)2011-12シーズン終了後の平均獲得勝ち点率 | (例)2011-12シーズン終了後の平均獲得勝ち点率 | (例)2011-12シーズン終了後の平均獲得勝ち点率 | (例)2011-12シーズン終了後の平均獲得勝ち点率 |
| 順位                                        | クラブ                                      | 09-10 勝ち点                                | 10-11 勝ち点                                | 11-12 勝ち点                                | 合計 勝ち点                                 | 合計 試合数                                 | 平均 勝ち点                                 | 備考                                        |
| ------------------------------------------- | ------------------------------------------- | ------------------------------------------- | ------------------------------------------- | ------------------------------------------- | ------------------------------------------- | ------------------------------------------- | ------------------------------------------- | ------------------------------------------- |
| 1                                           | ベレス・サルスフィエルド                    | 61                                          | 82                                          | 64                                          | 207                                         | 114                                         | 1.816                                       |                                             |
| 2                                           | エストゥディアンテス                        | 71                                          | 69                                          | 50                                          | 190                                         | 114                                         | 1.667                                       |                                             |
| 3                                           | ラヌース                                    | 60                                          | 63                                          | 55                                          | 178                                         | 114                                         | 1.561                                       |                                             |
| 4                                           | ボカ・ジュニアーズ                          | 47                                          | 53                                          | 76                                          | 176                                         | 114                                         | 1.544                                       |                                             |
| 5                                           | アルヘンティノス                            | 73                                          | 54                                          | 49                                          | 176                                         | 114                                         | 1.544                                       |                                             |
| 6                                           | アルセナル                                  | 46                                          | 57                                          | 62                                          | 165                                         | 114                                         | 1.447                                       |                                             |
| 7                                           | ベルグラーノ                                | —                                           | —                                           | 55                                          | 55                                          | 38                                          | 1.447                                       |                                             |
| 8                                           | コロン                                      | 55                                          | 47                                          | 60                                          | 162                                         | 114                                         | 1.421                                       |                                             |
| 9                                           | ニューウェルズ                              | 69                                          | 42                                          | 48                                          | 159                                         | 114                                         | 1.395                                       |                                             |
| 10                                          | インデペンディエンテ                        | 68                                          | 43                                          | 47                                          | 158                                         | 114                                         | 1.386                                       |                                             |
| 11                                          | オール・ボーイズ                            | —                                           | 51                                          | 54                                          | 105                                         | 76                                          | 1.382                                       |                                             |
| 12                                          | ゴドイ・クルス                              | 53                                          | 63                                          | 38                                          | 154                                         | 114                                         | 1.351                                       |                                             |
| 13                                          | ウニオン                                    | —                                           | —                                           | 50                                          | 50                                          | 38                                          | 1.316                                       |                                             |
| 14                                          | アトレティコ・ラファエラ                    | —                                           | —                                           | 50                                          | 50                                          | 38                                          | 1.316                                       |                                             |
| 15                                          | ラシン・クルブ                              | 46                                          | 52                                          | 50                                          | 148                                         | 114                                         | 1.298                                       |                                             |
| 16                                          | ティグレ                                    | 32                                          | 50                                          | 63                                          | 145                                         | 114                                         | 1.272                                       |                                             |
| 17                                          | サン・マルティン(SJ)                        | —                                           | —                                           | 48                                          | 48                                          | 38                                          | 1.263                                       | 昇降格プレーオフ出場                        |
| 18                                          | サン・ロレンソ                              | 52                                          | 47                                          | 44                                          | 143                                         | 114                                         | 1.254                                       | 昇降格プレーオフ出場                        |
| 19                                          | バンフィエルド                              | 73                                          | 47                                          | 22                                          | 142                                         | 114                                         | 1.246                                       | 自動降格                                    |
| 20                                          | オリンポ                                    | —                                           | 48                                          | 29                                          | 77                                          | 76                                          | 1.013                                       | 自動降格                                    |

| (例)2011-12シーズン終了後の昇降格プレーオフ | (例)2011-12シーズン終了後の昇降格プレーオフ | (例)2011-12シーズン終了後の昇降格プレーオフ | (例)2011-12シーズン終了後の昇降格プレーオフ | (例)2011-12シーズン終了後の昇降格プレーオフ |
| #                                           | 1部クラブ                                   | スコア                                      | 2部クラブ                                   | 備考                                        |
| ------------------------------------------- | ------------------------------------------- | ------------------------------------------- | ------------------------------------------- | ------------------------------------------- |
| プレーオフ1                                 | サン・マルティン (SJ) (17位)                | 0-0                                         | ロサリオ・セントラル (4位)                  | サン・マルティン (SJ)が残留決定             |
| プレーオフ1                                 | サン・マルティン (SJ) (17位)                | 0-0, 0-0                                    | ロサリオ・セントラル (4位)                  | サン・マルティン (SJ)が残留決定             |
| プレーオフ2                                 | サン・ロレンソ (18位)                       | 3-1                                         | インスティテュート (3位)                    | サン・ロレンソが残留決定                    |
| プレーオフ2                                 | サン・ロレンソ (18位)                       | 2-0, 1-1                                    | インスティテュート (3位)                    | サン・ロレンソが残留決定                    |

## 2025シーズン所属クラブ
| クラブ名                         | ホームタウン                 | ホームスタジアム                                 | 収容人数 |
| -------------------------------- | ---------------------------- | ------------------------------------------------ | -------- |
| アルドシビ                       | マル・デル・プラタ           | ホセ・マリア・ミネジャ                           | 35,180   |
| アルヘンティノス・ジュニアーズ   | ブエノスアイレス             | ディエゴ・アルマンド・マラドーナ                 | 25,000   |
| アトレティコ・トゥクマン         | トゥクマン                   | モヌメンタル・ホセ・フィエロ                     | 32,700   |
| バンフィエルド                   | バンフィエルド               | フロレンシオ・ソラ                               | 34,901   |
| バラカス・セントラル             | ブエノスアイレス             | クラウディオ・チキ・タピア                       | 4,400    |
| ベルグラーノ                     | コルドバ                     | フリオ・セサル・ビジャグラ                       | 30,000   |
| ボカ・ジュニアーズ               | ブエノスアイレス             | ラ・ボンボネーラ                                 | 54,000   |
| セントラル・コルドバ             | サンティアゴ・デル・エステロ | ウニコ・マドレ・デ・シウダデス                   | 30,000   |
| セントラル・コルドバ             | サンティアゴ・デル・エステロ | アルフレッド・テレーラ                           | 16,000   |
| デフェンサ・イ・フスティシア     | フロレンシオ・バレラ         | ノルベルト・ティト・トマヘジョ                   | 12,000   |
| デポルティーボ・リエストラ       | ブエノスアイレス             | ギジェルモ・ラサ                                 | 3,000    |
| エストゥディアンテス             | ラプラタ                     | ホルヘ・ルイス・イルスチ                         | 30,000   |
| ヒムナシア・イ・エスグリマ       | ラプラタ                     | フアン・カルメロ・セリージョ                     | 24,544   |
| ゴドイ・クルス                   | メンドーサ                   | フェリシアーノ・ガンバルテ                       | 14,000   |
| ゴドイ・クルス                   | メンドーサ                   | マルビナス・アルヘンティナス                     | 42,000   |
| ウラカン                         | ブエノスアイレス             | トマス・アドルフォ・ドゥコ                       | 48,314   |
| インデペンディエンテ             | アベジャネーダ               | リベルタドーレス・デ・アメリカ                   | 52,853   |
| インデペンディエンテ・リバダビア | メンドーサ                   | バウティスタ・ガルガンティーニ                   | 24,000   |
| インスティトゥート               | コルドバ                     | フアン・ドミンゴ・ペロン                         | 26,535   |
| ラヌース                         | ラヌース                     | シウダ・デ・ラヌース＝ネストル・ディアス・ペレス | 46,619   |
| ニューウェルズ・オールドボーイズ | ロサリオ                     | マルセロ・ビエルサ                               | 38,095   |
| プラテンセ                       | フロリダ・エステ             | シウダ・デ・ビセンテ・ロペス                     | 28,530   |
| ラシン                           | アベジャネーダ               | エル・シリンドロ                                 | 55,880   |
| リーベル・プレート               | ブエノスアイレス             | マス・マヌメンタル                               | 83,196   |
| ロサリオ・セントラル             | ロサリオ                     | ヒガンテ・デ・アロイート                         | 41,654   |
| サン・ロレンソ                   | ブエノスアイレス             | ペドロ・ビデガイン                               | 39,494   |
| サン・マルティン                 | サンフアン                   | インヘニエロ・イラリオ・サンチェス               | 26,500   |
| サルミエント                     | フニン                       | エバ・ペロン                                     | 19,000   |
| タジェレス                       | コルドバ                     | マリオ・アルベルト・ケンペス                     | 57,000   |
| ティグレ                         | ビクトリア                   | ホセ・デジャヒオバンナ                           | 26,282   |
| ウニオン                         | サンタフェ                   | キンセ・デ・アブリル                             | 22,852   |
| ベレス・サルスフィエルド         | ブエノスアイレス             | ホセ・アマルフィターニ                           | 45,540   |

## 歴代大会の結果
表中の略号
- 1967年 - 1985年 : N=ナショナルリーグ (アルゼンチン国内の各地域リーグの勝者が参加した全国選手権), M=メトロポリタンリーグ (首都ブエノスアイレスのリーグ)
- 1990年 - 2012年 : A=アペルトゥーラ (前期リーグ), C=クラウスーラ (後期リーグ) ※1990-91シーズンのみ年間優勝クラブ決定戦を実施
- 2012年 - 2014年 : I=イニシアル (前期リーグ), F=フィナール (後期リーグ)

※太字が年間優勝クラブ（1990-91,2012-13）または、フィナール・カンペオナート勝者（2013-14）
- 2014年 - 現在 : 1ステージ制
- また括弧くくりの数字は獲得勝ち点を指す。

| 年次       | 優勝                      | 2位                               | 3位                                 |
| ---------- | ------------------------- | --------------------------------- | ----------------------------------- |
| 1931       | ボカ・ジュニアーズ (50)   | サン・ロレンソ (45)               | エストゥディアンテス (44)           |
| 1932       | リーベル・プレート (50)   | インデペンディエンテ (50)         | ラシン・クラブ (49)                 |
| 1933       | サン・ロレンソ (50)       | ボカ・ジュニアーズ (49)           | ラシン・クラブ (48)                 |
| 1934       | ボカ・ジュニアーズ (55)   | インデペンディエンテ (54)         | サン・ロレンソ (51)                 |
| 1935       | ボカ・ジュニアーズ (58)   | インデペンディエンテ (55)         | サン・ロレンソ (49)                 |
| 1936       | リーベル・プレート        | サン・ロレンソ                    | -                                   |
| 1937       | リーベル・プレート (58)   | インデペンディエンテ (52)         | ボカ・ジュニアーズ (45)             |
| 1938       | インデペンディエンテ (53) | リーベル・プレート (51)           | サン・ロレンソ (43)                 |
| 1939       | インデペンディエンテ (56) | リーベル・プレート (50)           | ウラカン (50)                       |
| 1940       | ボカ・ジュニアーズ (55)   | インデペンディエンテ (47)         | リーベル・プレート (42)             |
| 1941       | リーベル・プレート (44)   | サン・ロレンソ (40)               | ニューウェルズ (38)                 |
| 1942       | リーベル・プレート (46)   | サン・ロレンソ (40)               | ウラカン (37)                       |
| 1943       | ボカ・ジュニアーズ (45)   | リーベル・プレート (44)           | サン・ロレンソ (35)                 |
| 1944       | ボカ・ジュニアーズ (46)   | リーベル・プレート (44)           | エストゥディアンテス (39)           |
| 1945       | リーベル・プレート (46)   | ボカ・ジュニアーズ (42)           | インデペンディエンテ (41)           |
| 1946       | サン・ロレンソ (46)       | ボカ・ジュニアーズ (42)           | リーベル・プレート (41)             |
| 1947       | リーベル・プレート (48)   | ボカ・ジュニアーズ (42)           | インデペンディエンテ (41)           |
| 1948       | インデペンディエンテ (41) | リーベル・プレート (37)           | エストゥディアンテス (36)           |
| 1949       | ラシン・クラブ (49)       | リーベル・プレート (43)           | プラテンセ (43)                     |
| 1950       | ラシン・クラブ (47)       | ボカ・ジュニアーズ (39)           | インデペンディエンテ (39)           |
| 1951       | ラシン・クラブ (44)       | バンフィエルド (44)               | リーベル・プレート (43)             |
| 1952       | リーベル・プレート (40)   | ラシン・クラブ (39)               | インデペンディエンテ (35)           |
| 1953       | リーベル・プレート (43)   | ベレス (39)                       | ラシン・クラブ (39)                 |
| 1954       | ボカ・ジュニアーズ (45)   | インデペンディエンテ (41)         | リーベル・プレート (38)             |
| 1955       | リーベル・プレート (45)   | ラシン・クラブ (38)               | ボカ・ジュニアーズ (37)             |
| 1956       | リーベル・プレート (43)   | ラヌース (41)                     | ボカ・ジュニアーズ (40)             |
| 1957       | リーベル・プレート (46)   | サン・ロレンソ (38)               | ラシン・クラブ (36)                 |
| 1958       | ラシン・クラブ (41)       | ボカ・ジュニアーズ (38)           | サン・ロレンソ (38)                 |
| 1959       | サン・ロレンソ (45)       | ラシン・クラブ (38)               | インデペンディエンテ (33)           |
| 1960       | インデペンディエンテ (41) | リーベル・プレート (39)           | アルヘンティノス (39)               |
| 1961       | ラシン・クラブ (47)       | サン・ロレンソ (49)               | リーベル・プレート (38)             |
| 1962       | ボカ・ジュニアーズ (43)   | リーベル・プレート (41)           | ヒムナシア (38)                     |
| 1963       | インデペンディエンテ (37) | リーベル・プレート (35)           | ラシン・クラブ (39)                 |
| 1964       | ボカ・ジュニアーズ (44)   | インデペンディエンテ (38)         | リーベル・プレート (37)             |
| 1965       | ボカ・ジュニアーズ (50)   | リーベル・プレート (49)           | ベレス (40)                         |
| 1966       | ラシン・クラブ (61)       | リーベル・プレート (56)           | ボカ・ジュニアーズ (48)             |
| 1967M      | エストゥディアンテス      | ラシン・クラブ                    | -                                   |
| 1967N      | インデペンディエンテ (26) | エストゥディアンテス (24)         | ベレス (20)                         |
| 1968M      | サン・ロレンソ            | エストゥディアンテス              | -                                   |
| 1968N      | ベレス (22)               | リーベル・プレート (22)           | ラシン・クラブ (22)                 |
| 1969M      | チャカリタ・ジュニアーズ  | リーベル・プレート                | -                                   |
| 1969N      | ボカ・ジュニアーズ (29)   | リーベル・プレート (27)           | サン・ロレンソ (27)                 |
| 1970M      | インデペンディエンテ      | リーベル・プレート                | -                                   |
| 1970N      | ボカ・ジュニアーズ        | ロサリオ・セントラル              | -                                   |
| 1971M      | インデペンディエンテ      | ベレス                            | -                                   |
| 1971N      | ロサリオ・セントラル      | サン・ロレンソ                    | -                                   |
| 1972M      | サン・ロレンソ            | ラシン・クラブ                    | -                                   |
| 1972N      | サン・ロレンソ            | リーベル・プレート                | -                                   |
| 1973M      | ウラカン                  | ボカ・ジュニアーズ                | -                                   |
| 1973N      | ロサリオ・セントラル      | リーベル・プレート                | -                                   |
| 1974M      | ニューウェルズ            | ロサリオ・セントラル              | -                                   |
| 1974N      | サン・ロレンソ            | ロサリオ・セントラル              | -                                   |
| 1975M      | リーベル・プレート        | ウラカン                          | -                                   |
| 1975N      | リーベル・プレート        | エストゥディアンテス              | -                                   |
| 1976M      | ボカ・ジュニアーズ        | ウラカン                          | -                                   |
| 1976N      | ボカ・ジュニアーズ        | リーベル・プレート                | -                                   |
| 1977M      | リーベル・プレート (63)   | インデペンディエンテ (61)         | ベレス (56)                         |
| 1977N      | インデペンディエンテ      | タジェレス                        | -                                   |
| 1978M      | キルメス (54)             | ボカ・ジュニアーズ (53)           | ウニオン (52)                       |
| 1978N      | インデペンディエンテ      | リーベル・プレート                | -                                   |
| 1979M      | リーベル・プレート        | ベレス                            | -                                   |
| 1979N      | リーベル・プレート        | ウニオン                          | -                                   |
| 1980M      | リーベル・プレート (51)   | アルヘンティノス (42)             | タジェレス (41)                     |
| 1980N      | ロサリオ・セントラル      | ラシン・デ・コルドバ              | -                                   |
| 1981M      | ボカ・ジュニアーズ (50)   | フェロ・カリル・オエステ (49)     | ニューウェルズ (39)                 |
| 1981N      | リーベル・プレート        | フェロ・カリル・オエステ          | -                                   |
| 1982N      | フェロ・カリル・オエステ  | キルメス                          | -                                   |
| 1982M      | エストゥディアンテス (54) | インデペンディエンテ (52)         | ボカ・ジュニアーズ (48)             |
| 1983N      | エストゥディアンテス      | インデペンディエンテ              | -                                   |
| 1983M      | インデペンディエンテ (48) | サン・ロレンソ (47)               | フェロ・カリル・オエステ (46)       |
| 1984N      | フェロ・カリル・オエステ  | リーベル・プレート                | -                                   |
| 1984M      | アルヘンティノス (51)     | フェロ・カリル・オエステ (50)     | エストゥディアンテス (48)           |
| 1985N      | アルヘンティノス          | ベレス                            | -                                   |
| 1985-86    | リーベル・プレート (56)   | ニューウェルズ (46)               | デポルティーボ・エスパニョール (46) |
| 1986-87    | ロサリオ・セントラル (49) | ニューウェルズ (48)               | インデペンディエンテ (47)           |
| 1987-88    | ニューウェルズ (55)       | サン・ロレンソ (49)               | ラシン・クラブ (48)                 |
| 1988-89    | インデペンディエンテ (84) | ボカ・ジュニアーズ (76)           | デポルティーボ・エスパニョール (68) |
| 1989-90    | リーベル・プレート (53)   | インデペンディエンテ (46)         | ボカ・ジュニアーズ (43)             |
| 1990-91A   | ニューウェルズ (28)       | リーベル・プレート (26)           | ベレス (24)                         |
| 1990-91C   | ボカ・ジュニアーズ (32)   | サン・ロレンソ (27)               | デポルティーボ・マンディユー (23)   |
| 1991-92A   | リーベル・プレート (31)   | ボカ・ジュニアーズ (24)           | サン・ロレンソ (22)                 |
| 1991-92C   | ニューウェルズ (29)       | ベレス (27)                       | デポルティーボ・エスパニョール (27) |
| 1992-93A   | ボカ・ジュニアーズ (27)   | リーベル・プレート (23)           | サン・ロレンソ (23)                 |
| 1992-93C   | ベレス (27)               | インデペンディエンテ (24)         | リーベル・プレート (23)             |
| 1993-94A   | リーベル・プレート (24)   | ベレス (23)                       | ラシン・クラブ (23)                 |
| 1993-94C   | インデペンディエンテ (26) | ウラカン (25)                     | ロサリオ・セントラル (23)           |
| 1994-95A   | リーベル・プレート (31)   | サン・ロレンソ (26)               | ベレス (24)                         |
| 1994-95C   | サン・ロレンソ (30)       | ヒムナシア (29)                   | ベレス (28)                         |
| 1995-96A   | ベレス (41)               | ラシン・クラブ (35)               | ラヌース (35)                       |
| 1995-96C   | ベレス (40)               | ヒムナシア (39)                   | ラヌース (34)                       |
| 1996-97A   | リーベル・プレート (46)   | インデペンディエンテ (37)         | ラヌース (37)                       |
| 1996-97C   | リーベル・プレート (41)   | コロン (35)                       | ニューウェルズ (35)                 |
| 1997-98A   | リーベル・プレート (45)   | ボカ・ジュニアーズ(44)            | ロサリオ・セントラル (35)           |
| 1997-98C   | ベレス (46)               | ラヌース (40)                     | ヒムナシア (37)                     |
| 1998-99A   | ボカ・ジュニアーズ (45)   | ヒムナシア (36)                   | ラシン・クラブ (33)                 |
| 1998-99C   | ボカ・ジュニアーズ (44)   | リーベル・プレート (37)           | サン・ロレンソ (36)                 |
| 1999-2000A | リーベル・プレート (44)   | ロサリオ・セントラル (43)         | ボカ・ジュニアーズ (41)             |
| 1999-2000C | リーベル・プレート (42)   | インデペンディエンテ (36)         | コロン (36)                         |
| 2000-01A   | ボカ・ジュニアーズ (41)   | リーベル・プレート (37)           | ヒムナシア (37)                     |
| 2000-01C   | サン・ロレンソ (47)       | リーベル・プレート (41)           | ボカ・ジュニアーズ (30)             |
| 2001-02A   | ラシン・クラブ (42)       | リーベル・プレート (41)           | ボカ・ジュニアーズ (33)             |
| 2001-02C   | リーベル・プレート (43)   | ヒムナシア (37)                   | ボカ・ジュニアーズ (35)             |
| 2002-03A   | インデペンディエンテ (43) | ボカ・ジュニアーズ (40)           | リーベル・プレート (36)             |
| 2002-03C   | リーベル・プレート (43)   | ボカ・ジュニアーズ (39)           | ベレス (38)                         |
| 2003-04A   | ボカ・ジュニアーズ (39)   | サン・ロレンソ (36)               | バンフィエルド (32)                 |
| 2003-04C   | リーベル・プレート (40)   | ボカ・ジュニアーズ (36)           | タジェレス (35)                     |
| 2004-05A   | ニューウェルズ (36)       | ベレス (34)                       | リーベル・プレート (33)             |
| 2004-05C   | ベレス (39)               | バンフィエルド (33)               | ラシン・クラブ (32)                 |
| 2005-06A   | ボカ・ジュニアーズ (40)   | ヒムナシア (37)                   | ベレス (33)                         |
| 2005-06C   | ボカ・ジュニアーズ (43)   | ラヌース (35)                     | リーベル・プレート (34)             |
| 2006-07A   | エストゥディアンテス (44) | ボカ・ジュニアーズ (44)           | リーベル・プレート (38)             |
| 2006-07C   | サン・ロレンソ (45)       | ボカ・ジュニアーズ (39)           | エストゥディアンテス (37)           |
| 2007-08A   | ラヌース (38)             | ティグレ (34)                     | バンフィエルド (32)                 |
| 2007-08C   | リーベル・プレート (43)   | ボカ・ジュニアーズ (39)           | エストゥディアンテス (39)           |
| 2008-09A   | ボカ・ジュニアーズ (39)   | ティグレ (39)                     | サン・ロレンソ (39)                 |
| 2008-09C   | ベレス (40)               | ウラカン (38)                     | ラヌース (39)                       |
| 2009-10A   | バンフィエルド (41)       | ニューウェルズ (39)               | コロン (34)                         |
| 2009-10C   | アルヘンティノス (41)     | エストゥディアンテス (40)         | ゴドイ・クルス (37)                 |
| 2010-11A   | エストゥディアンテス (45) | ベレス (43)                       | アルセナル (32)                     |
| 2010-11C   | ベレス (39)               | ラヌース (35)                     | ゴドイ・クルス (34)                 |
| 2011-12A   | ボカ・ジュニアーズ (43)   | ラシン・クラブ (31)               | ベレス (31)                         |
| 2011-12C   | アルセナル (38)           | ティグレ (36)                     | ベレス (33)                         |
| 2012-13I   | ベレス (41)               | ニューウェルズ (36)               | ベルグラーノ (36)                   |
| 2012-13F   | ニューウェルズ (38)       | リーベル・プレート (35)           | ラヌース (33)                       |
| 2013-14I   | サン・ロレンソ (33)       | ラヌース (31)                     | ベレス (31)                         |
| 2013-14F   | リーベル・プレート (37)   | ボカ・ジュニアーズ (32)           | エストゥディアンテス (32)           |
| 2014       | ラシン・クラブ (41)       | リーベル・プレート (39)           | ラヌース (35)                       |
| 2015       | ボカ・ジュニアーズ (64)   | サン・ロレンソ (61)               | ロサリオ・セントラル (59)           |
| 2016       | ラヌース                  | サン・ロレンソ                    | エストゥディアンテス                |
| 2016-17    | ボカ・ジュニアーズ (63)   | リーベル・プレート (56)           | エストゥディアンテス (56)           |
| 2017-18    | ボカ・ジュニアーズ (58)   | ゴドイ・クルス (56)               | サン・ロレンソ (50)                 |
| 2018-19    | ラシン・クラブ (57)       | デフェンサ・イ・フスティシア (53) | ボカ・ジュニアーズ (51)             |
| 2019-20    | ボカ・ジュニアーズ (48)   | リーベル・プレート (47)           | ベレス (39)                         |
| 2021       | リーベル・プレート (54)   | デフェンサ・イ・フスティシア (47) | タジェレス (46)                     |
| 2022       | ボカ・ジュニアーズ (52)   | ラシン・クラブ (50)               | リーベル・プレート (47)             |
| 2023       | リーベル・プレート (61)   | タジェレス (50)                   | サン・ロレンソ (46)                 |

## 歴代入れ替え戦の結果
- 1999年シーズンから2012年シーズンまでの13年間導入されていた。過去3年間のリーグ戦の成績の17位、18位のクラブと2部リーグの3位、4位のクラブが出場。試合形式は、ホーム・アンド・アウェーでの2回戦制（第1戦は2部所属、第2戦は1部所属のホームでの開催）で行われ、勝利数の多い方が勝者となり、次年度1部リーグ所属。2試合とも原則として延長戦は行わず、90分終了時点で同点の場合は引き分け。2試合における勝利数が同数となった場合は2試合における得失点差（=合計得点数）で勝敗を決定。合計得点数が同数となった場合は入れ替え無し。

| シーズン  | 1部17位               | スコア  | 2部4位                       | 1部18位                      | スコア  | 2部3位                       |
| --------- | --------------------- | ------- | ---------------------------- | ---------------------------- | ------- | ---------------------------- |
| 1999-2000 | ベルグラーノ          | 1-3 3-1 | キルメス                     | インスティトゥート           | 0-1 1-1 | アルマグロ                   |
| 2000-01   | アルヘンティノス      | 0-0 1-1 | インスティトゥート           | ベルグラーノ                 | 0-1 1-0 | キルメス                     |
| 2001-02   | ラヌース              | 2-1 1-1 | ウラカン (TA)                | ウニオン (SF)                | 1-3 3-0 | ヒムナシア (CdU)             |
| 2002-03   | タジェレス (C)        | 1-0     | サン・マルティン (M)         | ヌエバ・チカゴ               | 1-0 2-0 | アルヘンティノス             |
| 2003-04   | タジェレス (C)        | 1-2     | アルヘンティノス             | アトレティコ・デ・ラファエラ | 1-2 2-3 | ウラカン (TA)                |
| 2004-05   | アルヘンティノス      | 1-2 3-0 | アトレティコ・デ・ラファエラ | インスティトゥート           | 2-1 1-0 | ウラカン                     |
| 2005-06   | アルヘンティノス      | 1-1 2-2 | ウラカン                     | オリンポ                     | 1-2     | ベルグラーノ                 |
| 2006-07   | ヌエバ・チカゴ        | 0-1 0-2 | ティグレ                     | ゴドイ・クルス               | 0-2 2-3 | ウラカン                     |
| 2007-08   | ラシン・クルブ        | 1-1 1-0 | ベルグラーノ                 | ヒムナシア (J)               | 1-1 1-0 | ウニオン (SF)                |
| 2008-09   | ロサリオ・セントラル  | 1-0 1-1 | ベルグラーノ                 | ヒムナシア (LP)              | 0-3 3-0 | アトレティコ・デ・ラファエラ |
| 2009-10   | ロサリオ・セントラル  | 1-1 0-3 | オール・ボーイズ             | ヒムナシア (LP)              | 0-1 3-1 | アトレティコ・デ・ラファエラ |
| 2010-11   | リーベル・プレート    | 0-2 1-1 | ベルグラーノ                 | ヒムナシア (LP)              | 0-1 1-1 | サン・マルティン (SJ)        |
| 2011-12   | サン・マルティン (SJ) | 0-0     | ロサリオ・セントラル         | サン・ロレンソ               | 2-0 1-1 | インスティトゥート           |

|  |                               |
|  | のクラブが次年度1部リーグ所属 |

## 歴代得点王
| シーズン   | 選手                       | 所属                             | 得点 |
| ---------- | -------------------------- | -------------------------------- | ---- |
| 1991-92A   | ラモン・ディアス           | リーベル・プレート               | 14   |
| 1991-92C   | ダリオ・スコット           | プラテンセ                       | 9    |
| 1991-92C   | ディエゴ・ラトーレ         | ボカ・ジュニアーズ               | 9    |
| 1992-93A   | アルベルト・アコスタ       | サン・ロレンソ                   | 12   |
| 1992-93C   | ルベン・ダ・シルバ         | リーベル・プレート               | 13   |
| 1993-94A   | セルヒオ・マルティネス     | ボカ・ジュニアーズ               | 12   |
| 1993-94C   | エルナン・クレスポ         | リーベル・プレート               | 11   |
| 1993-94C   | マルセロ・エスピナ         | プラテンセ                       | 11   |
| 1994-95A   | エンツォ・フランチェスコリ | リーベル・プレート               | 12   |
| 1994-95C   | ホセ・オスカル・フローレス | ベレス・サルスフィエルド         | 14   |
| 1995-96A   | ホセ・ルイス・カルデロン   | エストゥディアンテス             | 13   |
| 1995-96C   | アリエル・ロペス           | ラヌース                         | 12   |
| 1996-97A   | グスタボ・レッジ           | フェロ・カリル・オエステ         | 11   |
| 1996-97C   | セルヒオ・マルティネス     | ボカ・ジュニアーズ               | 15   |
| 1997-98A   | ルベン・ダ・シルバ         | ロサリオ・セントラル             | 15   |
| 1997-98C   | ロベルト・ソサ             | ヒムナシア・ラ・プラタ           | 16   |
| 1998-99A   | マルティン・パレルモ       | ボカ・ジュニアーズ               | 20   |
| 1998-99C   | ホセ・ルイス・カルデロン   | インデペンディエンテ             | 17   |
| 1999-2000A | ハビエル・サビオラ         | リーベル・プレート               | 15   |
| 1999-2000C | エステバン・フエルテス     | コロン                           | 17   |
| 2000-01A   | フアン・パブロ・アンヘル   | リーベル・プレート               | 13   |
| 2000-01C   | ベルナルド・ロメオ         | サン・ロレンソ                   | 15   |
| 2001-02A   | マルティン・カルデッティ   | リーベル・プレート               | 17   |
| 2001-02C   | フェルナンド・カベナギ     | リーベル・プレート               | 15   |
| 2002-03A   | アンドレス・シルベーラ     | インデペンディエンテ             | 16   |
| 2002-03C   | ルシアーノ・フィゲロア     | ロサリオ・セントラル             | 17   |
| 2003-04A   | エルネスト・ファリアス     | エストゥディアンテス             | 12   |
| 2003-04C   | ロランド・サラテ           | ベレス・サルスフィエルド         | 13   |
| 2004-05A   | リサンドロ・ロペス         | ラシン・クラブ                   | 12   |
| 2004-05C   | マリアーノ・パボーネ       | エストゥディアンテス             | 16   |
| 2005-06A   | ハビエル・カンポラ         | ティロ・フェデラル               | 13   |
| 2005-06C   | ゴンサロ・バルガス         | ヒムナシア・ラ・プラタ           | 12   |
| 2006-07A   | ロドリゴ・パラシオ         | ボカ・ジュニアーズ               | 12   |
| 2006-07A   | マウロ・サラテ             | ベレス・サルスフィエルド         | 12   |
| 2006-07C   | マルティン・パレルモ       | ボカ・ジュニアーズ               | 11   |
| 2007-08A   | ヘルマン・デニス           | インデペンディエンテ             | 18   |
| 2007-08C   | ダリオ・ツヴィタニッチ     | バンフィエルド                   | 13   |
| 2008-09A   | ホセ・サンド               | ラヌース                         | 15   |
| 2008-09C   | ホセ・サンド               | ラヌース                         | 13   |
| 2009-10A   | サンティアゴ・シルバ       | バンフィエルド                   | 14   |
| 2009-10C   | マウロ・ボセーリ           | エストゥディアンテス             | 13   |
| 2010-11A   | デニス・ストラックアルルシ | ティグレ                         | 12   |
| 2010-11A   | サンティアゴ・シルバ       | ベレス・サルスフィエルド         | 12   |
| 2010-11C   | ハビエル・カンポラ         | ウラカン                         | 11   |
| 2010-11C   | テオフィロ・グティエレス   | ラシン・クラブ                   | 11   |
| 2011-12A   | ルベン・ラミレス           | ゴドイ・クルス                   | 12   |
| 2011-12C   | カルロス・ルーナ           | ティグレ                         | 12   |
| 2012-13I   | ファクンド・フェレイラ     | ベレス・サルスフィエルド         | 13   |
| 2012-13I   | イグナシオ・スコッコ       | ニューウェルズ・オールドボーイズ | 13   |
| 2012-13F   | イグナシオ・スコッコ       | ニューウェルズ・オールドボーイズ | 11   |
| 2012-13F   | エマヌエル・ジグリオッティ | コロン                           | 11   |
| 2013-14I   | セサル・ペレイラ           | ベルグラーノ                     | 10   |
| 2013-14F   | マウロ・サラテ             | ベレス・サルスフィエルド         | 13   |
| 2014T      | ルーカス・プラット         | ベレス・サルスフィエルド         | 11   |
| 2014T      | マキシ・ロドリゲス         | ニューウェルズ・オールドボーイズ | 11   |
| 2014T      | シルヴィオ・ロメロ         | ラヌース                         | 11   |
| 2015       | マルコ・ルベン             | ロサリオ・セントラル             | 21   |
| 2016       | ホセ・サンド               | ラヌース                         | 15   |
| 2016-17    | ダリオ・ベネデット         | ボカ・ジュニアーズ               | 21   |
| 2017-18    | サンティアゴ・ガルシア     | ゴドイ・クルス                   | 17   |
| 2018-19    | リサンドロ・ロペス         | ラシン・クラブ                   | 17   |
| 2019-20    | シルヴィオ・ロメロ         | インデペンディエンテ             | 12   |
| 2019-20    | ラファエル・サントス・ボレ | リーベル・プレート               | 12   |
| 2021       | フリアン・アルバレス       | リーベル・プレート               | 18   |
| 2022       | マテオ・レテギ             | ティグレ                         | 19   |
| 2023       | ミチャエル・サントス       | ティグレ                         | 13   |
| 2023       | パブロ・ベジェッティ       | ベルグラーノ                     | 13   |

## 歴代昇降格記録
| シーズン  | 前シーズン2部より昇格 | 翌シーズン2部へ降格                                                              | チーム数 |
| --------- | --- | -------------------------------------------------------------------------------- | -------- |
| 1985-86   | （なし） | チャカリタ・ジュニアーズウラカン                                                 | 19       |
| 1986-87   | ロサリオ・セントラルラシン・クラブデポルティーボ・イタリアーノ                                                                                       | テンペルレイデポルティーボ・イタリアーノ                                         | 20       |
| 1987-88   | バンフィエルドデポルティーボ・アルメニオ | ウニオン (SF)バンフィエルド                                                      | 20       |
| 1988-89   | デポルティーボ・マンディユーサン・マルティン (T) | サン・マルティン (T)デポルティーボ・アルメニオ                                   | 20       |
| 1989-90   | チャコ・フォル・エベルウニオン (SF) | ラシン (C)インスティトゥート                                                     | 20       |
| 1990-91   | ウラカンラヌース | チャコ・フォル・エベルラヌース                                                   | 20       |
| 1991-92   | キルメスベルグラーノ | ウニオン (SF)キルメス                                                            | 20       |
| 1992-93   | ラヌースサン・マルティン (T) | タジェレス (C)サン・マルティン (T)                                               | 20       |
| 1993-94   | バンフィエルドヒムナシア・イ・ティロ (S) | エストゥディアンテスヒムナシア・イ・ティロ (S)                                   | 20       |
| 1994-95   | ヒムナシア・イ・エスグリマ (J)タジェレス (C) | デポルティーボ・マンディユータジェレス (C)                                       | 20       |
| 1995-96   | エストゥディアンテスコロン | ベルグラーノアルヘンティノス・ジュニアーズ                                       | 20       |
| 1996-97   | ウラカン・コリエンテスウニオン (SF) | ウラカン・コリエンテスバンフィエルド                                             | 20       |
| 1997-98   | アルヘンティノス・ジュニアーズヒムナシア・イ・ティロ (S)                                                                                             | デポルティーボ・エスパニョールヒムナシア・イ・ティロ (S)                         | 20       |
| 1998-99   | タジェレス (C)ベルグラーノ | プラテンセウラカン                                                               | 20       |
| 1999-2000 | インスティトゥートチャカリタ・ジュニアーズ | インスティトゥートヒムナシア・イ・エスグリマ (J)フェロ・カリル・オエステ         | 20       |
| 2000-01   | ウラカンロス・アンデスアルマグロ | アルマグロロス・アンデス                                                         | 20       |
| 2001-02   | バンフィエルドヌエバ・チカゴ | アルヘンティノス・ジュニアーズベルグラーノ                                       | 20       |
| 2002-03   | オリンポアルセナル | ウニオン (SF)ウラカン                                                            | 20       |
| 2003-04   | アトレティコ・デ・ラファエラキルメス | タジェレス (C)アトレティコ・デ・ラファエラチャカリタ・ジュニアーズヌエバ・チカゴ | 20       |
| 2004-05   | インスティトゥートアルマグロアルヘンティノス・ジュニアーズウラカン (TA)                                                                              | アルマグロウラカン (TA)                                                          | 20       |
| 2005-06   | ティロ・フェデラルヒムナシア・イ・エスグリマ (J) | オリンポインスティトゥートティロ・フェデラル                                     | 20       |
| 2006-07   | ゴドイ・クルスヌエバ・チカゴベルグラーノ | ヌエバ・チカゴゴドイ・クルスベルグラーノキルメス                                 | 20       |
| 2007-08   | オリンポサン・マルティン (SJ)ティグレウラカン | オリンポサン・マルティン (SJ)                                                    | 20       |
| 2008-09   | サン・マルティン (T)ゴドイ・クルス | サン・マルティン (T)ヒムナシア・イ・エスグリマ (J)                               | 20       |
| 2009-10   | アトレティコ・トゥクマンチャカリタ・ジュニアーズ | ロサリオ・セントラルアトレティコ・トゥクマンチャカリタ・ジュニアーズ             | 20       |
| 2010-11   | オリンポキルメスオール・ボーイズ | リーベル・プレートヒムナシア・イ・エスグリマ (LP)ウラカンキルメス                | 20       |
| 2011-12   | アトレティコ・デ・ラファエラウニオン (SF)サン・マルティン (SJ)ベルグラーノ                                                                           | バンフィエルドオリンポ                                                           | 20       |
| 2012-13   | リーベル・プレートキルメス | サン・マルティン (SJ)インデペンディエンテウニオン (SF)                           | 20       |
| 2013-14   | ロサリオ・セントラルヒムナシア・イ・エスグリマ (LP)オリンポ                                                                                          | コロンオール・ボーイズアルヘンティノス・ジュニアーズ                             | 20       |
| 2014      | バンフィエルドデフェンサ・イ・フスティシアインデペンディエンテ                                                                                       | ※20→30に拡大のため降格チームは無し                                               | 20       |
| 2015      | コロンサン・マルティン (SJ)アルヘンティノス・ジュニアーズヌエバ・チカゴアルドシビウニオン (SF)クルセロ・デル・ノルテテンペルレイサルミエントウラカン | ヌエバ・チカゴクルセロ・デル・ノルテ                                             | 30       |
| 2016      | アトレティコ・トゥクマンパトロナート | アルヘンティノス・ジュニアーズ                                                   | 30       |
| 2016-17   | タジェレス (C) | アルドシビアトレティコ・デ・ラファエラキルメスサルミエント                       | 30       |
| 2017-18   | アルヘンティノス・ジュニアーズチャカリタ・ジュニアーズ                                                                                               | アルセナルチャカリタ・ジュニアーズオリンポテンペルレイ                           | 28       |
| 2018-19   | アルドシビサン・マルティン (T) | サン・マルティン (T)ベルグラーノティグレサン・マルティン (SJ)                    | 26       |
| 2019-20   | アルセナルセントラル・コルドバ | COVID-19パンデミックの影響により降格チーム無し                                   | 24       |
| 2021      | CAサルミエントプラテンセ | COVID-19パンデミックの影響により降格チーム無し                                   | 26       |
| 2022      | ティグレバラガス・セントラル | CAアルドシビCAパトロナート                                                       | 28       |
| 2023      | ベルグラーノインスティトゥート | アルセナルコロン                                                                 | 28       |

## 主な日本人選手
- 高原直泰 - ボカ・ジュニアーズ (2001年 - 2002年)
- 片桐淳至 - CAロサリオ・セントラル (2003年 - 2004年) 、キルメスAC (2004年 - 2005年)
- 池元友樹 - CAリーベル・プレート (2003年 - 2005年)
- 加藤友介 - CAウラカン (2006年 - 2008年) 、デフェンソーレス・ベルグラーノ (2008年 - 2009年)